# Liste der Biografien/Land
Liste der Biografien |
Portal Biografien |
Personensuche
# |
A |
B |
C |
D |
E |
F |
G |
H |
I |
J |
K |
L |
M |
N |
O |
P |
Q |
R |
S |
T |
U |
V |
W |
X |
Y |
Z |
?
 
La |
Lb |
Lc |
Le |
Lg |
Lh |
Li |
Lj |
Ll |
Lm |
Lo |
Lp |
Lt |
Lu |
Lv |
Lw |
Lx |
Ly |
Lz
 
Laa |
Lab |
Lac |
Lad |
Lae–Lah |
Lai |
Laj |
Lak |
Lal |
Lam |
Lan |
Lao |
Lap |
Laq |
Lar |
Las |
Lat |
Lau |
Lav |
Law |
Lax |
Lay |
Laz
 
Lana |
Lanc |
Land |
Lane |
Lanf |
Lang |
Lanh |
Lani |
Lanj |
Lank |
Lanl |
Lanm |
Lann |
Lano |
Lanp |
Lanq |
Lanr |
Lans |
Lant |
Lanu |
Lanv |
Lanw |
Lanx |
Lany |
Lanz
Die Liste der Biografien führt alle Personen auf, die in der deutschsprachigen Wikipedia einen Artikel haben. Dieses ist eine Teilliste mit 818 Einträgen von Personen, deren Namen mit den Buchstaben „Land“ beginnt.

## Land
- Land, Ailsa (1927–2021), britische Mathematikerin und Wirtschaftswissenschaftlerin
- Land, Charles Henry (1847–1922), US-amerikanischer Zahnarzt und Erfinder der Jacketkrone
- Land, Christian, deutscher Automobilrennfahrer
- Land, Colin de (1955–2003), New Yorker Kunsthändler
- Land, Edwin Herbert (1909–1991), US-amerikanischer Physiker
- Land, Emory S. (1879–1971), Vizeadmiral der United States Navy
- Land, Erik (* 1990), deutscher Basketballspieler
- Land, Franz (1896–1974), deutscher Politiker (NSDAP), MdR, MdL
- Land, Greg, US-amerikanischer Comiczeichner
- Land, Harold (1928–2001), US-amerikanischer Tenorsaxophonist und Komponist
- Land, Jan Pieter Nicolaas (1834–1897), niederländischer Orientalist und Philosoph
- Land, Jochen (* 1977), deutscher Automobilrennfahrer
- Land, John (1938–2021), britischer Hockeyspieler
- Land, Karl-Heinz (* 1962), deutscher UnternehmerKarl-Heinz Land (* 1962)

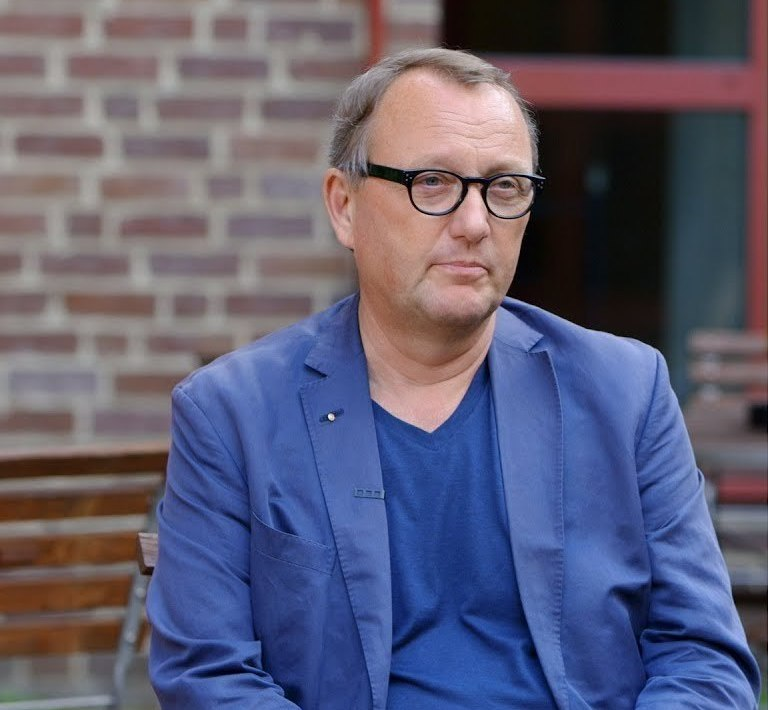
Karl-Heinz Land (* 1962)

- Land, Kilian (* 1990), deutscher Schauspieler und Hörspielsprecher
- Land, Kim (* 1994), deutsche Handballspielerin
- Land, Michael (* 1961), US-amerikanischer Komponist und Musiker
- Land, Nick (* 1962), britischer Philosoph und Schriftsteller
- Land, Peter (* 1966), dänischer Künstler
- Land, Rainer (* 1952), deutscher Ökonom und Sozialwissenschaftler
- Land, Robert (1857–1899), deutscher Bauingenieur
- Land, Robert (1887–1940), österreichisch-tschechischer Filmregisseur
- Land, Ulrich (* 1956), deutscher Autor und Hörspielautor
- Land, Walter (* 1938), deutscher Transplantationsmediziner (Experimentelle Chirurgie)
- Land, Winifred, englische Tischtennisspielerin
- Land, Wolfgang (* 1953), deutscher Automobilrennfahrer

### Landa
- Landa Verdugo, Agustín (1923–2009), mexikanischer Architekt und Stadtplaner
- Landa, Alfredo (1933–2013), spanischer Schauspieler und Komiker
- Landa, Daniel (* 1968), tschechischer Sänger, Schauspieler und Rennfahrer
- Landa, Diego de (1524–1579), spanischer Bischof von YucatánDiego de Landa (1524–1579)

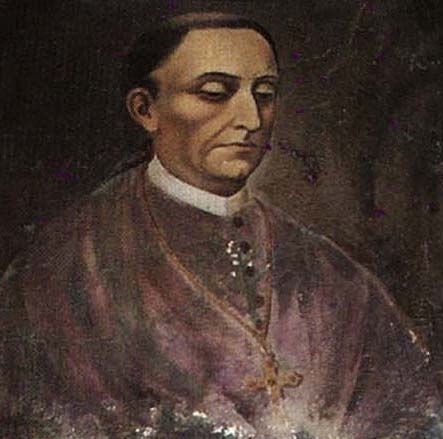
Diego de Landa (1524–1579)

- Landa, Honorino (1942–1987), chilenischer Fußballspieler
- Landa, Jakow Semjonowitsch (1948–2005), sowjetischer und deutscher Schriftsteller
- Landa, Juan de (1894–1968), spanischer Schauspieler
- Landa, Kathrin (* 1980), deutsche Künstlerin
- Landa, Klaus (* 1974), österreichischer Historiker, Germanist und Sozialkundler
- Landa, Konstantin Jurjewitsch (1972–2022), russischer Schachgroßmeister
- Landa, Leire (* 1986), spanische Fußballspielerin
- Landa, Leonie (* 1994), deutsche Schauspielerin, Synchron-, Hörbuch- und HörspielsprecherinLeonie Landa (* 1994)

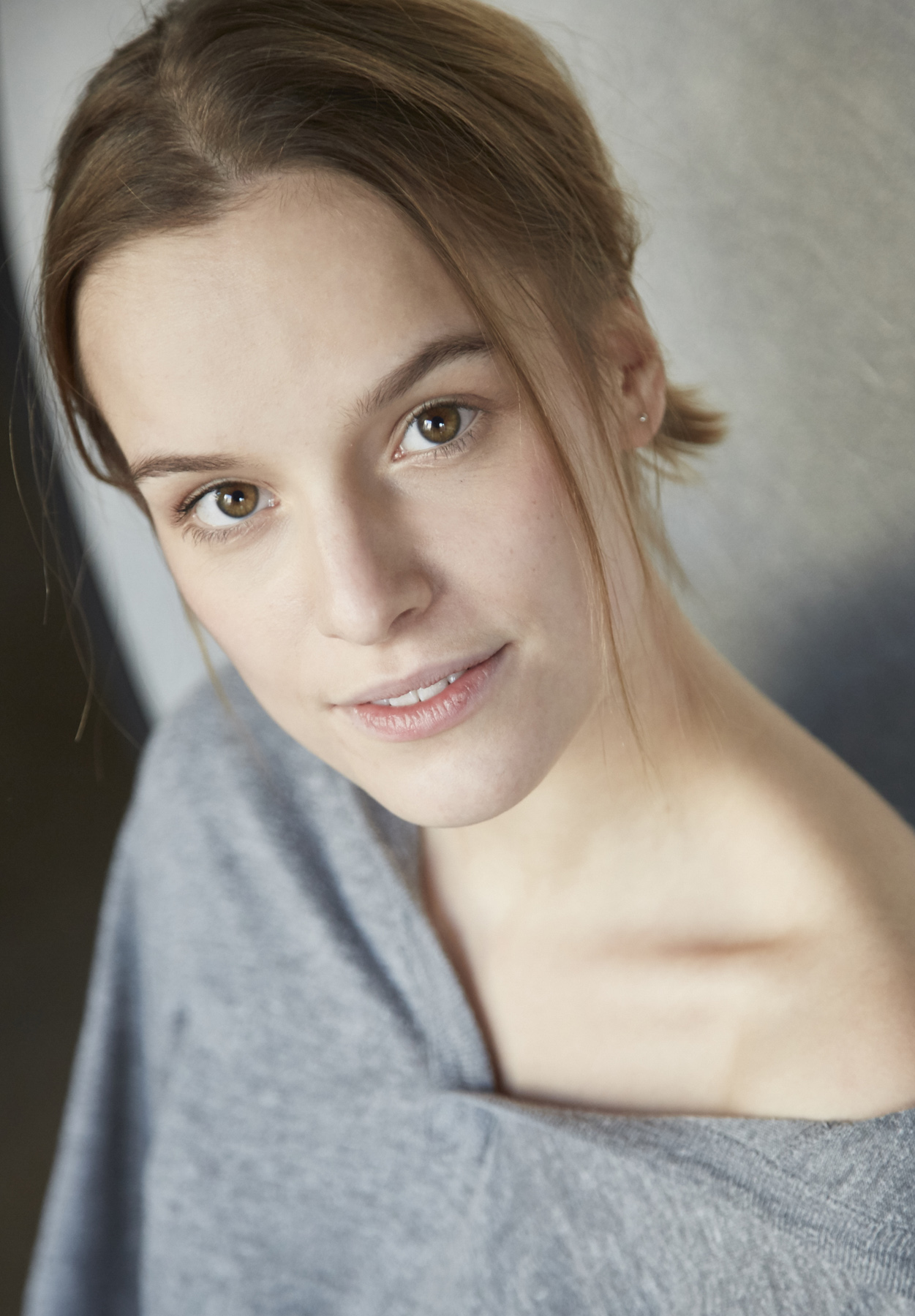
Leonie Landa (* 1994)

- Landa, Malwa Nojewna (1918–2019), sowjetisch-russische Geologin und Menschenrechtlerin
- Landa, Max (1873–1933), österreichischer Stummfilmschauspieler
- Landa, Mikel (* 1989), spanischer Radrennfahrer
- Landa, Stanislav (1898–1981), slowakischer Chemiker
- Landaeta, Juan José (1780–1814), venezolanischer Komponist
- Landæus, Mathias (* 1969), schwedischer Jazzmusiker (Piano, Keyboards, Komposition)
- Landáez, Luisín (1931–2008), venezolanisch-chilenischer Sänger
- Landahl, Heinrich (1895–1971), deutscher Politiker (DDP, SPD), MdHB, MdR und Hamburger Schulsenator
- Landais, Napoléon (1804–1852), französischer Romanist, Lexikograf und Grammatiker
- Landaker, Alan (* 1946), US-amerikanischer Kameratechniker
- Landaker, Gregg (* 1951), US-amerikanischer Tontechniker
- Landaker, Hal (1924–2017), US-amerikanischer Ton- und Kameratechniker
- Landakow, Dmitri Andrejewitsch (* 1999), russischer Fußballspieler
- Landale, Jock (* 1995), australischer Basketballspieler
- Landale, Susan (* 1935), schottische Organistin
- Landaluce, Martín (* 2006), spanischer TennisspielerMartín Landaluce (* 2006)

Martín Landaluce (* 2006)

- Landaluze, Íñigo (* 1977), spanischer Radrennfahrer
- Landas Berghes, Rudolph de (1873–1920), österreichischer Adliger und altkatholischer Bischof in den USA
- Landas, Johann Peter de (1703–1768), Bürgermeister von Elberfeld
- Landau, Anneliese (1903–1991), deutsche Musikwissenschaftlerin
- Landau, Bleu (* 2005), britischer Schauspieler
- Landau, Chaim (1916–1981), israelischer Politiker
- Landau, David (1879–1935), US-amerikanischer Schauspieler
- Landau, David P. (* 1941), US-amerikanischer Physiker
- Landau, David Wolf (1742–1818), deutscher Oberrabbiner
- Landau, Dirk (* 1964), deutscher Politiker (CDU), MdL
- Landau, Edmund (1877–1938), deutscher MathematikerEdmund Landau (1877–1938)

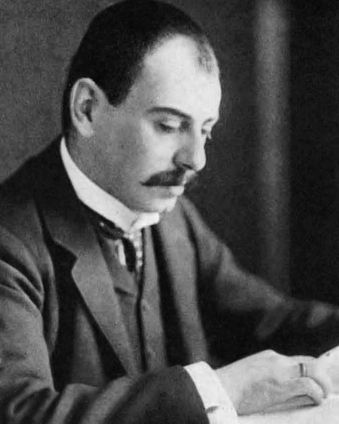
Edmund Landau (1877–1938)

- Landau, Edwin Maria (1904–2001), deutsch-schweizerischer Schriftsteller und Verleger
- Landau, Elizabeth, US-amerikanische Wissenschaftsjournalistin
- Landau, Ely A. (1920–1993), US-amerikanischer Filmproduzent und Filmverleiher
- Landau, Ergy (1896–1967), ungarisch-französische Fotografin
- Landau, Eugen (1852–1935), deutscher Bankier
- Landau, Ezechiel (1713–1793), jüdischer Rechtslehrer und Oberrabbiner in Prag
- Landau, Felix (1872–1913), Dirigent und Kapellmeister
- Landau, Felix (1910–1983), österreichischer Nationalsozialist
- Landau, Felix (1924–2003), US-amerikanisch-französischer Kunsthändler österreichischer Herkunft
- Landau, Georg (1807–1865), deutscher Archivar und Historiker
- Landau, Hans (* 1892), deutscher Chirurg
- Landau, Heinrich Friedrich (1920–2003), deutscher Botschafter
- Landau, Herbert (* 1948), deutscher Jurist, Richter des Bundesverfassungsgerichts
- Landau, Horst (* 1937), deutscher Schriftsteller
- Landau, Isidor (1850–1944), deutscher Schriftsteller, Theaterkritiker und Journalist
- Landau, Jacob M. (1924–2020), israelischer Orientalist und Nahost-Experte
- Landau, Jon (* 1947), US-amerikanischer Kritiker, Musikproduzent und Musikmanager
- Landau, Jon (1960–2024), US-amerikanischer Filmproduzent
- Landau, Josef (1877–1944), polnischer Chemiker und Industrieller
- Landau, Judah Loeb (1866–1942), südafrikanischer Rabbiner
- Landau, Juliet (* 1965), US-amerikanische SchauspielerinJuliet Landau (* 1965)

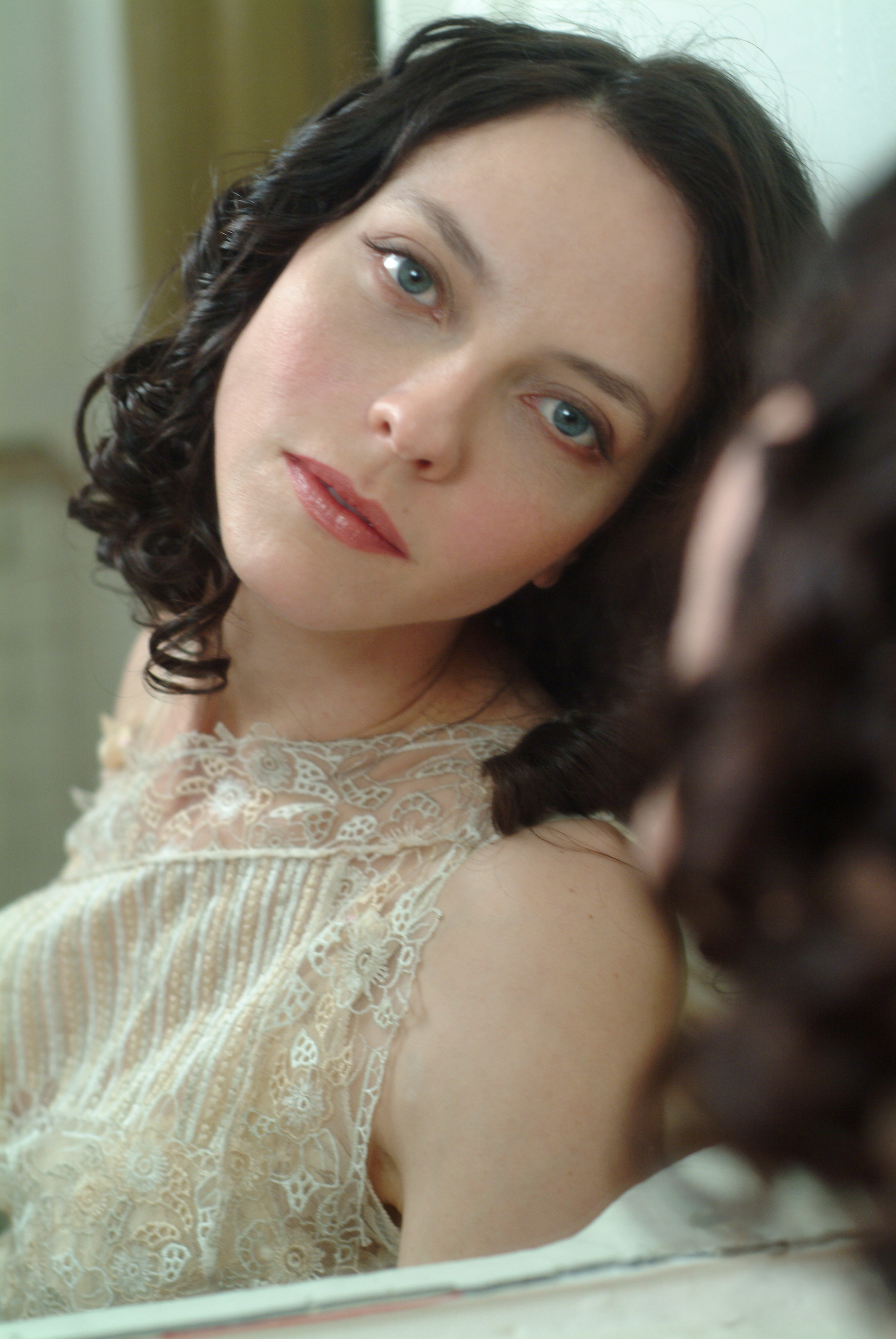
Juliet Landau (* 1965)

- Landau, Klara (* 1953), Schweizer Augenärztin
- Landau, Kurt (* 1903), österreichischer oppositioneller Kommunist, Opfer des Stalinismus
- Landau, Leo (1880–1960), Rechtsanwalt und Zionist
- Landau, Leopold (1841–1894), Opernsänger (Tenor)
- Landau, Leopold (1848–1920), deutscher Mediziner
- Landau, Les, US-amerikanischer Fernsehregisseur
- Landau, Lew Dawidowitsch (1908–1968), sowjetischer Physiker, Nobelpreisträger
- Landau, Lola (1892–1990), deutsche Schriftstellerin
- Landau, Markus (1837–1918), österreichischer Literaturhistoriker
- Landau, Martin (1928–2017), US-amerikanischer Film- und FernsehschauspielerMartin Landau (1928–2017)

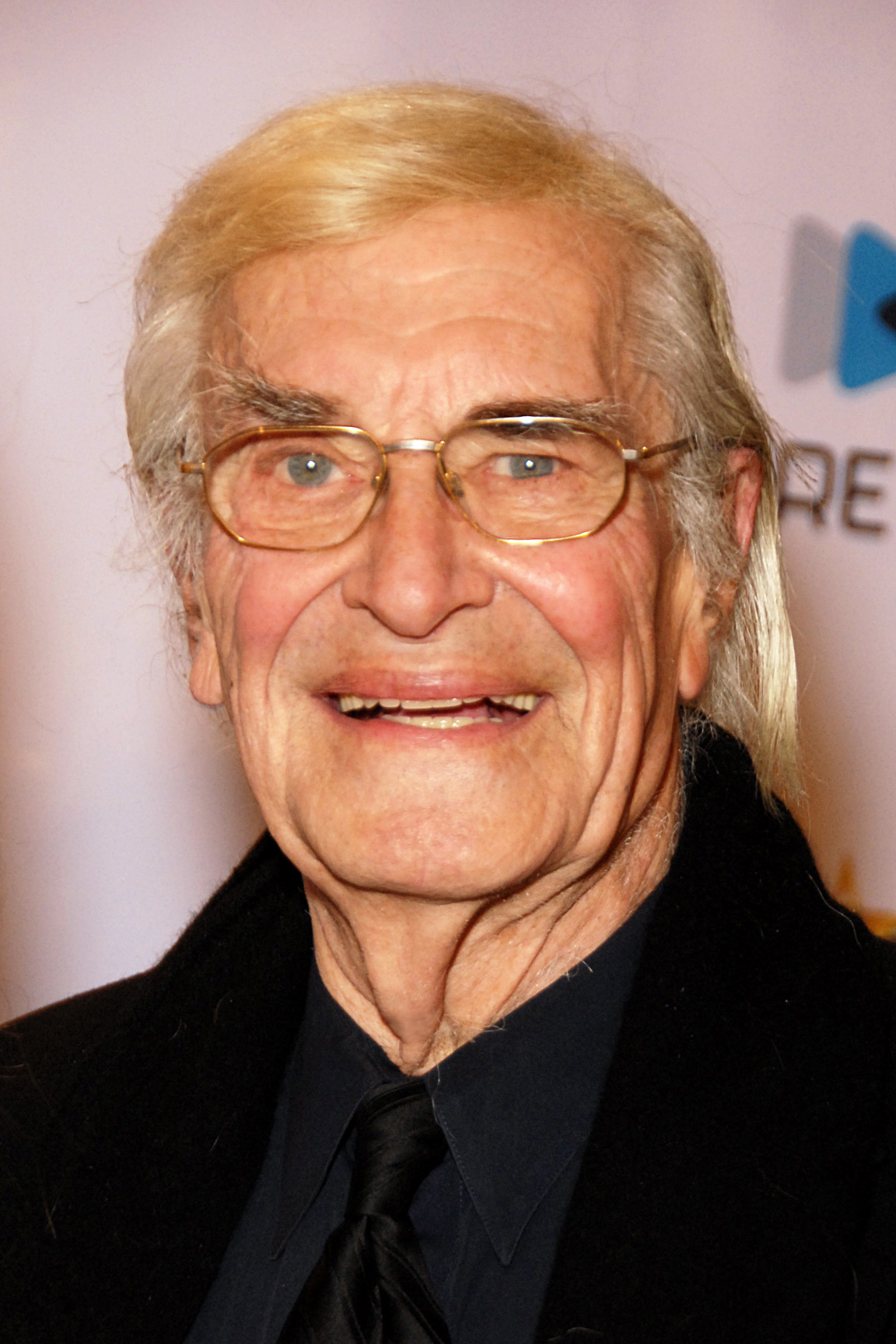
Martin Landau (1928–2017)

- Landau, Max (1886–1915), österreichischer Anatom
- Landau, Michael (* 1958), US-amerikanischer Gitarrist, Studiomusiker und Songwriter
- Landau, Michael (* 1960), österreichischer römisch-katholischer Geistlicher, Caritas-Funktionär
- Landau, Moshe (1912–2011), israelischer Jurist, Richter
- Landau, Paul (1880–1951), deutscher Journalist und Schriftsteller
- Landau, Peter (1935–2019), deutscher Rechtsgelehrter, Rechtshistoriker und Kanonist
- Landau, Ralph (1916–2004), US-amerikanischer Chemieingenieur und Unternehmer
- Landau, Reiner von (1585–1637), Abt des Stifts Melk
- Landau, Roman (* 1955), deutscher Journalist, Autor und Verleger
- Landau, Rudolf (* 1946), deutscher evangelischer Pfarrer, Theologe, Autor und Herausgeber
- Landau, Salo (1903–1944), niederländischer Schachspieler
- Landau, Samuel (1882–1942), polnischer Schauspieler jüdischen Glaubens
- Landau, Saul Raphael (1870–1943), jüdischer Publizist
- Landau, Sigalit (* 1969), israelische Bildhauerin, Videokünstlerin und Installationskünstlerin
- Landau, Susan (* 1954), US-amerikanische Informatikerin
- Landau, Theodor (1861–1932), deutscher Mediziner
- Landau, Uzi (* 1943), israelischer Politiker, Minister und Knesset-Abgeordneter
- Landau, Verena (* 1965), deutsche Malerin
- Landau, Wolf (1811–1886), deutscher Oberrabbiner
- Landau, Zishe (1889–1937), jiddischer Lyriker der Moderne
- Landau-Gutenteger, Gustaw (1862–1924), polnischer Architekt
- Landau-Mühsam, Charlotte (1881–1972), deutsche Frauenrechtlerin und Bürgerschaftsabgeordnete in Lübeck
- Landauer, Adele (* 1960), deutsche Schauspielerin
- Landauer, Bernhard (* 1970), österreichischer Sänger
- Landauer, Berthold, Nürnberger Maler des Mittelalters
- Landauer, Carl (1891–1983), deutscher Sozialdemokrat und deutsch-amerikanischer Wirtschaftswissenschaftler
- Landauer, Eva (1917–2004), deutsche Psychoanalytikerin
- Landauer, Franz (1882–1943), deutscher Kaufmann und Münchener Opfer des Nationalsozialismus
- Landauer, Fritz (1883–1968), deutscher Architekt
- Landauer, Fritz (1898–1977), deutscher Unternehmer
- Landauer, Georg (1895–1954), zionistischer Politiker und Kolonisator
- Landauer, Georg Friedrich (1794–1866), Kaufmann und Politiker der Freien Stadt Frankfurt
- Landauer, Gustav (1866–1944), deutscher Opernsänger (Bass, Bariton), Opernregisseur und Gesangspädagoge
- Landauer, Gustav (1870–1919), deutscher AnarchistGustav Landauer (1870–1919)

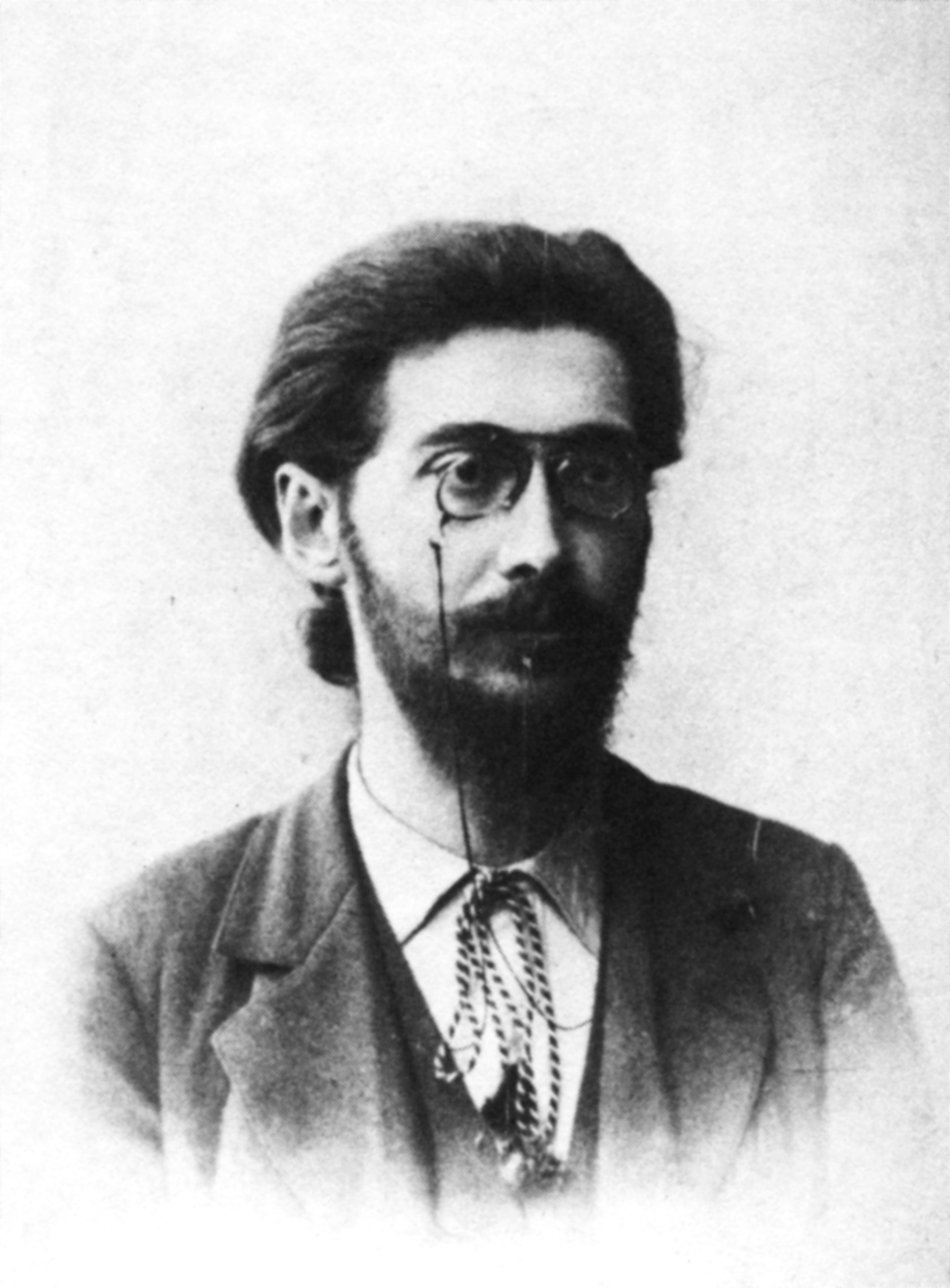
Gustav Landauer (1870–1919)

- Landauer, Hans (1921–2014), österreichischer Freiheitskämpfer
- Landauer, Herbert (1904–1984), deutscher Architekt und Baubeamter
- Landauer, Israel (1843–1913), deutscher Bankier, Fabrikant und Wohltäter
- Landauer, John (1848–1924), deutscher Chemiker und Kaufmann
- Landauer, Karin (* 1947), österreichische Politikerin (FPÖ), Landtagsabgeordnete
- Landauer, Karl (1887–1945), deutscher Psychoanalytiker
- Landauer, Kurt (1884–1961), deutscher Fußballfunktionär
- Landauer, Laura Sophia (* 1983), deutsch-brasilianisch-österreichische Schauspielerin und Sprecherin
- Landauer, Lebrecht (1779–1822), Oberbürgermeister der Stadt Heilbronn
- Landauer, Matthäus (1451–1515), deutscher Kaufmann und Mäzen
- Landauer, Rolf (1927–1999), deutsch-US-amerikanischer Physiker und Informationswissenschaftler
- Landauer, Samuel (1846–1937), deutscher Orientalist und Bibliothekar
- Landauer, Theodor von (1816–1894), deutscher Architekt und württembergischer Baubeamter
- Landauer, Walter (1902–1944), deutscher Lektor und Verleger
- Landauf, Anton (* 1924), österreichischer Fußballspieler
- Landaverde, Gladys (* 1990), salvadorianische Mittelstreckenläuferin
- Landay, Vincent, kanadischer Filmproduzent
- Landázuri Ricketts, Juan (1913–1997), peruanischer Ordensgeistlicher, Erzbischof von Lima und Kardinal der römisch-katholischen Kirche
- Landázuri, Marizol (* 1992), ecuadorianische Sprinterin
- Landázury, Giselly (* 1992), kolumbianische Dreispringerin

### Landb
- Landbauer, Udo (* 1986), österreichischer Politiker (FPÖ)Udo Landbauer (* 1986)

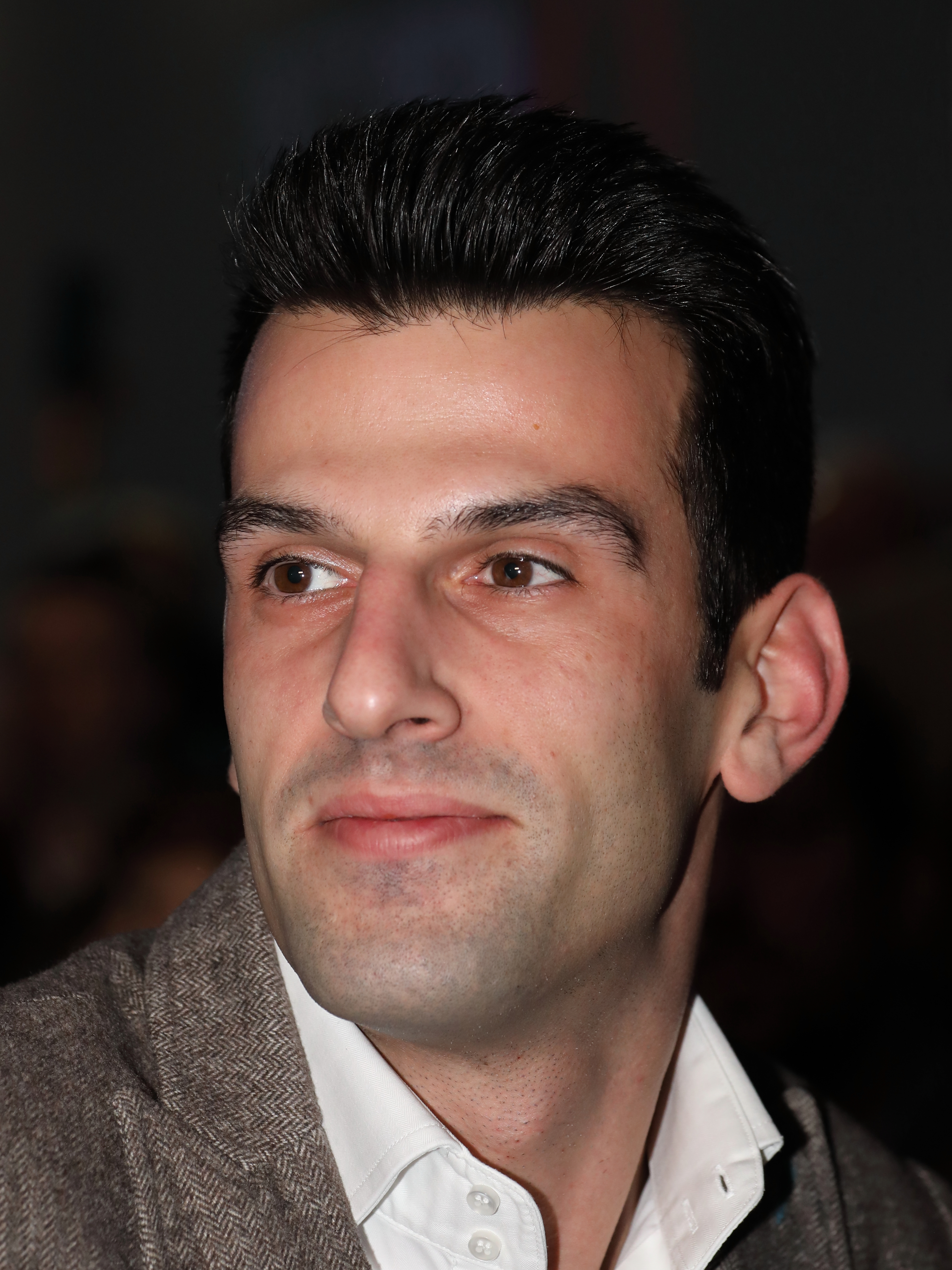
Udo Landbauer (* 1986)

- Landbeck, Christian Ludwig (1807–1890), deutsch-chilenischer Ornithologe
- Landbeck, Johann Georg (1654–1683), deutscher Mediziner
- Landbeck, Liselotte (1916–2013), österreichische Eiskunstläuferin
- Landberg, Björn (* 1980), deutscher Synchronsprecher, Schauspieler, Musicalsänger und Schlagersänger
- Landberg, Stefan (* 1970), schwedischer Fußballspieler
- Landberg, Sven (1888–1962), schwedischer Turner
- Landbrecht, Bernhard (* 1952), deutscher Architekt und Stadtplaner

### Lande
- Landé, Alfred (1888–1976), deutscher Physiker
- Lande, Art (* 1947), US-amerikanischer Jazzpianist und Komponist
- Landé, Carl (1924–2005), US-amerikanischer Politikwissenschaftler und Autor
- Landé, Charlotte (1890–1977), deutsche Ärztin und Autorin
- Landé, Franz (1893–1942), deutscher Musiker
- Landé, Hugo (1859–1936), deutscher Verwaltungsjurist und Mitglied der SPD
- Lande, Jørn (* 1968), norwegischer RocksängerJørn Lande (* 1968)

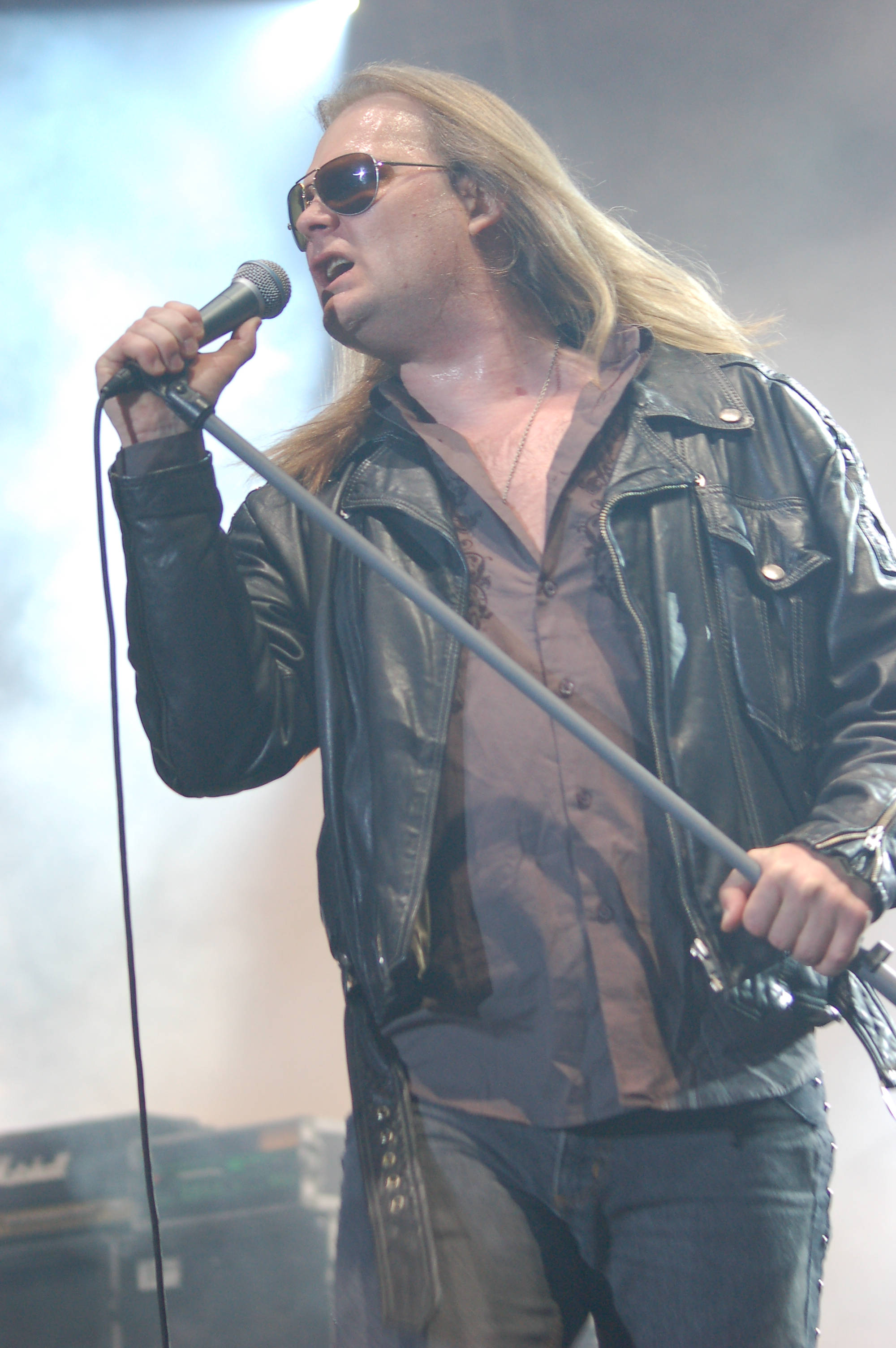
Jørn Lande (* 1968)

- Lande, Kurt (1882–1947), Kameramann beim deutschen Stummfilm
- Landé, Moritz (1829–1888), deutscher Architekt
- Lande, Russell (* 1951), US-amerikanischer Genetiker und Evolutionsbiologe
- Landé, Thekla (1864–1932), deutsche Politikerin (SPD)
- Lande, Wilhelm (1869–1951), deutscher Unternehmer in der Zigarettenindustrie
- Landeau, Alexia (* 1975), französische Schauspielerin
- Landeau, Sandor (1864–1924), ungarisch-amerikanischer Maler, Wandmaler, Grafiker, Glasmaler und Kunstlehrer
- Landeck, Detlef (* 1964), deutscher Jazzposaunist und Musikpädagoge
- Landeck, Gottfried (1740–1821), preußischer Kavallerist
- Landeck, Johann Carl (1636–1712), deutscher Uhrmacher und Instrumentenbauer
- Landecker, Amy (* 1969), US-amerikanische SchauspielerinAmy Landecker (* 1969)

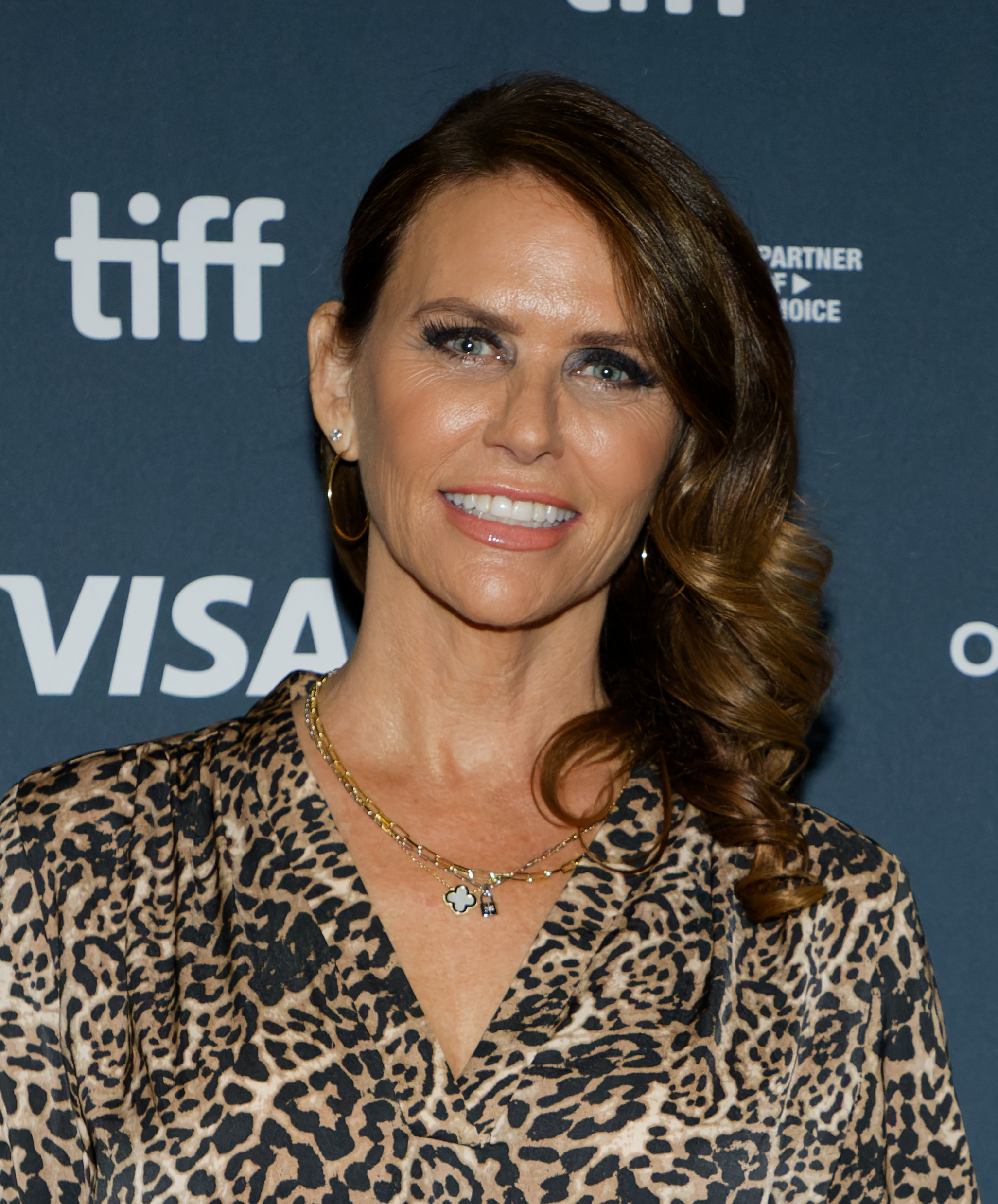
Amy Landecker (* 1969)

- Landecker, Werner S. (1911–2002), deutscher Soziologe
- Landeghem, Chantal van (* 1994), kanadische Schwimmerin
- Landeka, Davor (* 1984), bosnisch-herzegowinisch-kroatischer Fußballspieler
- Landeka, Iva (* 1989), kroatische Fußballspielerin
- Landeka, Josip (* 1987), kroatisch-deutscher Fußballspieler
- Landel, Guy-Michel (* 1990), guineischer Fußballspieler
- Landel, Vincent (* 1941), französischer Geistlicher und römisch-katholischer Alterzbischof von Rabat
- Landelin von Crespin († 686), Klostergründer, Abt und Heiliger
- Landelin von Ettenheimmünster, Einsiedler, Mönch und Heiliger
- Landelinus, antiker römischer Toreut
- Landelius, Fredric (1884–1931), schwedischer Sportschütze
- Landell de Moura, Roberto (1861–1928), brasilianischer römisch-katholischer Priester und Erfinder
- Landelle, Charles (1821–1908), französischer Maler
- Landells, Suzanne (* 1964), australische Schwimmerin
- Landelous, Bischof von Basel
- Landen, John (1719–1790), englischer Mathematiker
- Landen, Ludwig (1908–1985), deutscher Kanute
- Landenberger, Andrew (* 1966), australisch-deutscher Segler
- Landenberger, Christian (1862–1927), deutscher Maler
- Landenberger, Fritz (1892–1978), deutscher Augenarzt und Politiker (CDU)
- Landenberger, George (1879–1936), US-amerikanischer Marineoffizier
- Landenberger, Johann Martin (1804–1873), Landwirt, MdL (Württemberg)
- Landenberger, Johannes (1818–1880), deutscher Pädagoge
- Landenberger, Josef Laurenz (1868–1937), Schweizer Landschaftsmaler und Zeichner
- Landenberger, Julia (* 2003), deutsche Fußballspielerin
- Landenberger, Margarete (* 1950), deutsche Gesundheits- und Pflegewissenschaftlerin
- Landenberger, Paul (1848–1939), deutscher Uhrenfabrikant
- Landenbergue, Claude (* 1964), Schweizer Schachspieler
- Landenbergue, Jeremy (* 1993), Schweizer Basketballspieler
- Landenburg, Alex (* 1979), deutscher Schlagzeuger
- Landenhammer, Toni, deutscher Skispringer
- Landeo Muñoz, Pablo (* 1959), peruanischer Schriftsteller, Übersetzer und Literaturwissenschaftler
- Lander von Spanheim, Siegfried († 1424), Landmeister in Livland
- Lander, Anton (* 1991), schwedischer Eishockeyspieler
- Lander, Brad (* 1969), US-amerikanischer PolitikerBrad Lander (* 1969)

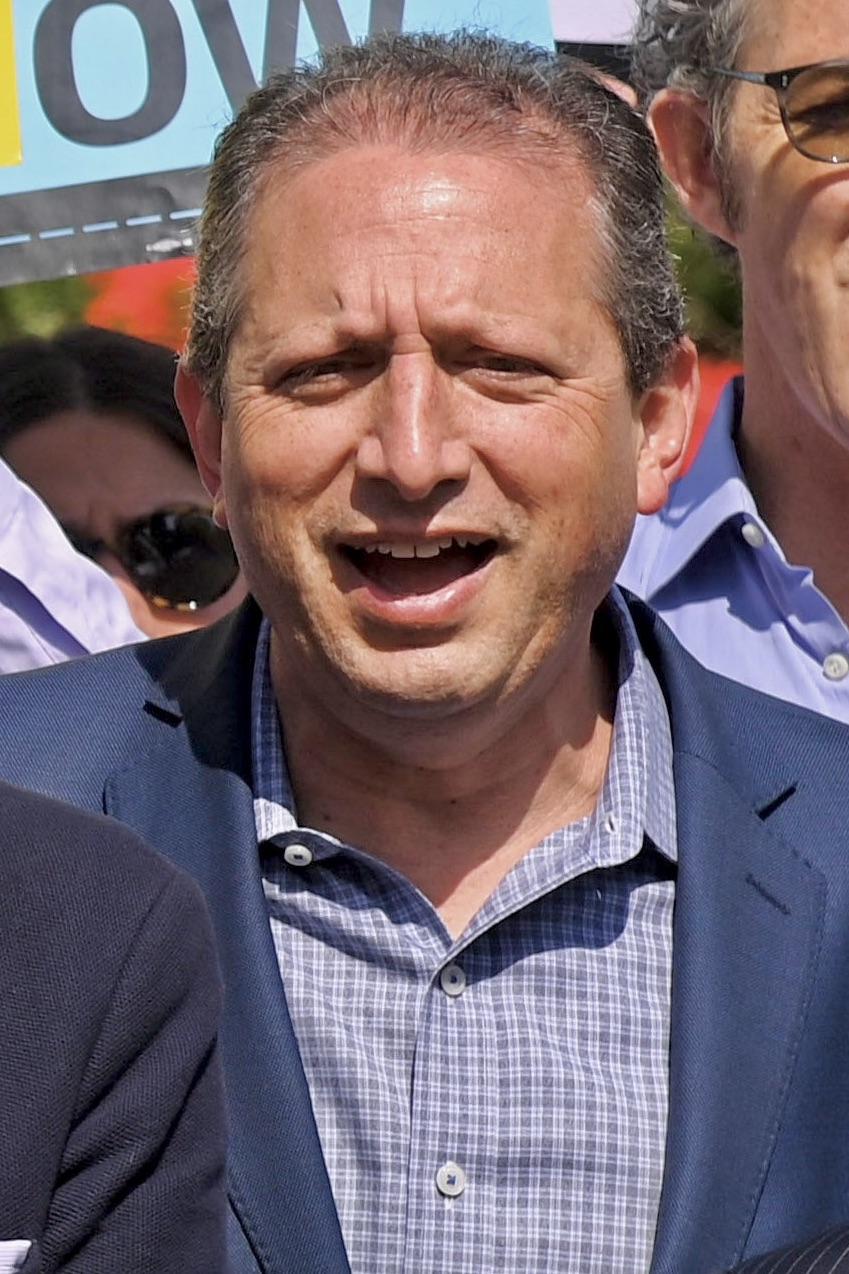
Brad Lander (* 1969)

- Lander, David L. (1947–2020), US-amerikanischer Schauspieler, Drehbuchautor und Synchronsprecher
- Lander, Dennis (* 1993), deutscher Politiker (Die Linke)
- Lander, Edgardo (* 1942), venezolanischer Soziologe
- Lander, Eric (* 1957), US-amerikanischer Mathematiker und Biologe
- Lander, Harald (1905–1971), dänischer Balletttänzer und Choreograph
- Lander, Helmut (1924–2013), deutscher Bildhauer
- Lander, Hilda-Maria (1934–2018), deutsche Tanzpädagogin und Hochschullehrerin
- Lander, James (* 1952), US-amerikanischer Lehrer, Historiker, Archäologe und Klassischer Philologe
- Lander, James J. (1914–1996), US-amerikanischer Physiker
- Lander, Jeannette (1931–2017), deutsche Schriftstellerin
- Lander, John (1806–1839), englischer Afrikaforscher
- Lander, John (1907–1941), britischer Ruderer
- Lander, Lars (* 1943), dänischer Radrennfahrer
- Lander, Lea (* 1936), deutsche Schauspielerin
- Lander, Leena (* 1955), finnische Schriftstellerin
- Lander, Maureen (* 1942), neuseeländische Weberin, Multimediakünstlerin und Hochschullehrerin
- Lander, Mercedes (* 1984), kanadische Sängerin
- Lander, Morgan (* 1982), kanadische Sängerin und Gitarristin
- Lander, Natalie (* 1983), US-amerikanische Schauspielerin, Synchronsprecherin und Drehbuchautorin
- Lander, Olga Alexandrowna (1909–1996), sowjetische Fotografin
- Lander, Richard (1804–1834), englischer Afrikaforscher
- Lander, Sebastian (* 1991), dänischer Bahn- und Straßenradrennfahrer
- Lander, Thomas (* 1957), deutscher Fußballspieler
- Lander, William (1817–1868), US-amerikanischer Jurist und konföderierter Politiker
- Landerer, Friedrich August von (1829–1918), deutscher Jurist und württembergischer Landtagsabgeordneter
- Landerer, Gustav Johannes (1845–1920), deutscher Mediziner
- Landerer, Hannes (* 2002), österreichischer Skispringer
- Landerer, Heinrich (1814–1877), deutscher Arzt für Psychiatrie
- Landerer, Johann Michael (1725–1795), ungarischer Buchdrucker
- Landerer, Ludwig (* 1937), deutscher Fußballspieler
- Landerer, Markus (* 1976), deutscher Dirigent und Chorleiter
- Landerer, Maximilian Albert (1810–1878), deutscher evangelischer Theologe
- Landerer, Steffi (* 1990), deutsche Fernsehdarstellerin und Sängerin
- Landerer, Werner Richard (1847–1924), deutscher Landwirt und württembergischer Landtagsabgeordneter
- Landerer, Xaver (1809–1885), deutsch-griechischer Naturwissenschaftler und Hochschullehrer
- Landerhusen, Hans (1594–1653), deutscher Offizier und Hamburger Oberalter
- Landerich, Hausmeier
- Landericus von Paris, Bischof von Paris
- Landerl, Christina Maria (* 1979), österreichische Schriftstellerin
- Landerl, Rolf Martin (* 1975), österreichisch-finnischer Fußballspieler und -trainer
- Landerneau, Melvin (* 1997), französischer Bahnradsportler
- Landero, Luis (* 1948), spanischer Schriftsteller, Literatur- und Sprachprofessor
- Landero, Max (* 1991), deutscher Politiker (SPD), MdA
- Landeros, Raúl, mexikanischer Fußballspieler
- Landers, Audrey (* 1956), US-amerikanische SchauspielerinAudrey Landers (* 1956)

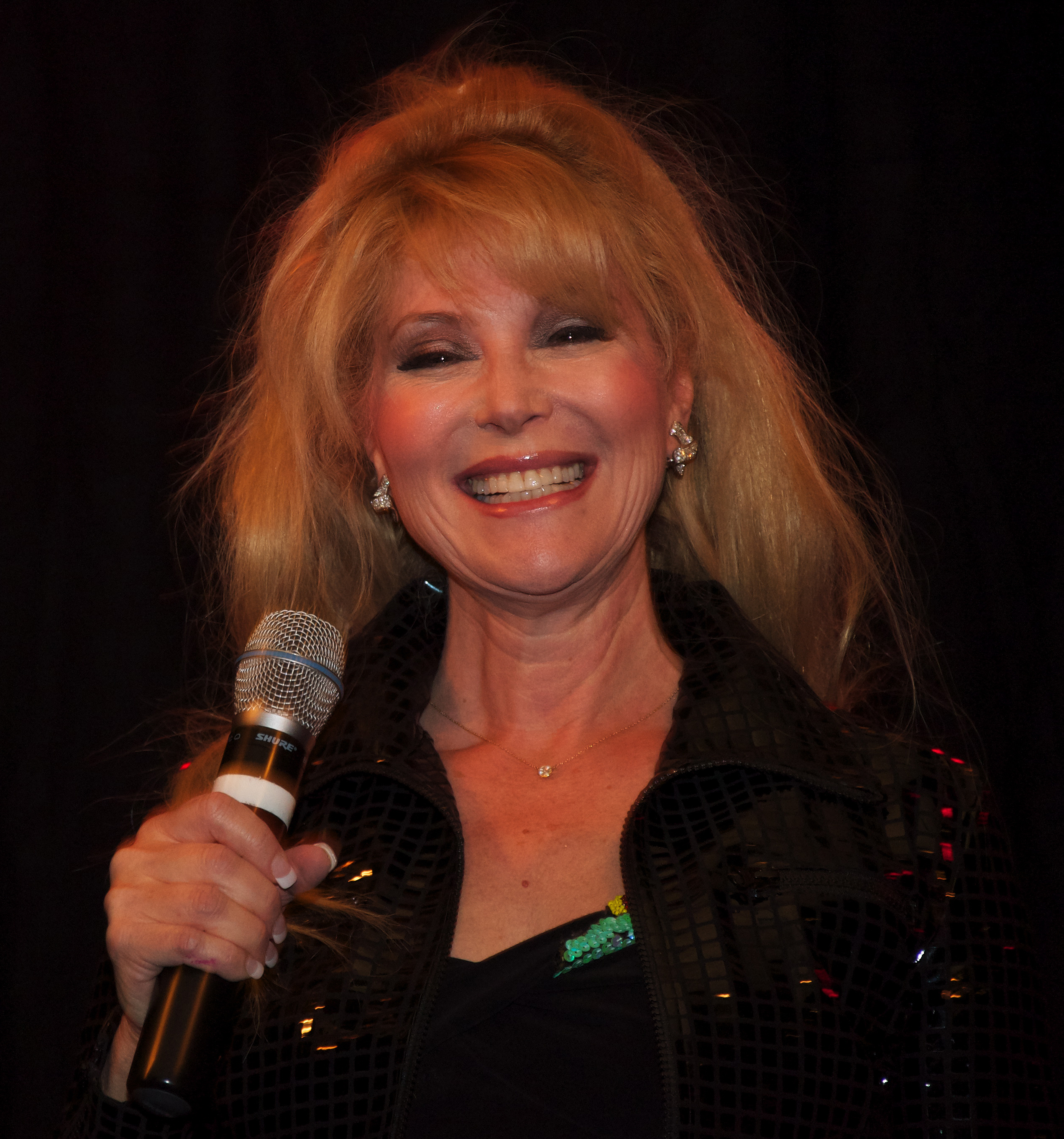
Audrey Landers (* 1956)

- Landers, Burkhard (* 1956), deutscher Unternehmer und Verbandsfunktionär
- Landers, Franklin (1825–1901), US-amerikanischer Politiker
- Landers, George M. (1813–1895), US-amerikanischer Politiker
- Landers, Harry (1921–2017), US-amerikanischer Schauspieler
- Landers, Jane (* 1947), US-amerikanische Historikerin
- Landers, Josh (* 2007), schottischer Fußballspieler
- Landers, Judy (* 1958), US-amerikanische Schauspielerin
- Landers, Karen Baker, Tontechnikerin
- Landers, Lew (1901–1962), US-amerikanischer Regisseur
- Landers, Lutz (1927–2015), österreichischer Sänger, Schauspieler und Chemiker
- Landers, Marcel (* 1984), deutscher Fußballspieler
- Landers, Paul (* 1964), deutscher Musiker, Gitarrist der Band RammsteinPaul Landers (* 1964)

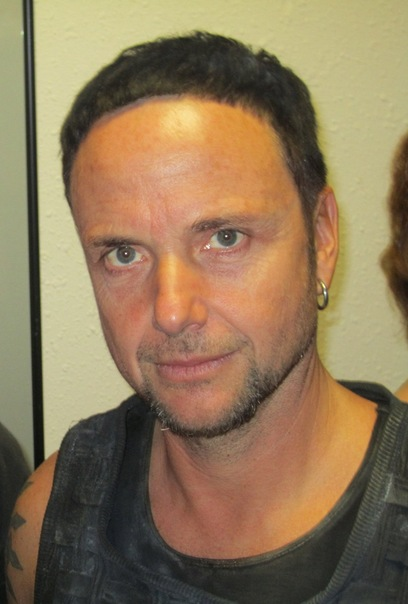
Paul Landers (* 1964)

- Landers, Petra (* 1962), deutsche Fußballspielerin
- Landers, Ruth (1938–2024), US-amerikanische Film- und TV-Produzentin
- Landers, Sherman (1898–1994), US-amerikanischer Dreispringer, Stabhochspringer, Sprinter und Weitspringer
- Landers, Wes (1925–1993), US-amerikanischer Jazzmusiker (Schlagzeug)
- Landers-Murphy, Amanda (* 1991), neuseeländische Squashspielerin
- Landersdorfer, Anton (* 1955), deutscher römisch-katholischer Theologe
- Landersdorfer, Simon Konrad (1880–1971), deutscher römisch-katholischer Geistlicher und Theologe, Abt von Scheyern, Bischof von Passau
- Landert, Fabio, Schweizer Stand-Up-Comedian
- Landert, Guido (* 1985), Schweizer Skispringer und Nordischer Kombinierer
- Landertinger, Dominik (* 1988), österreichischer BiathletDominik Landertinger (* 1988)

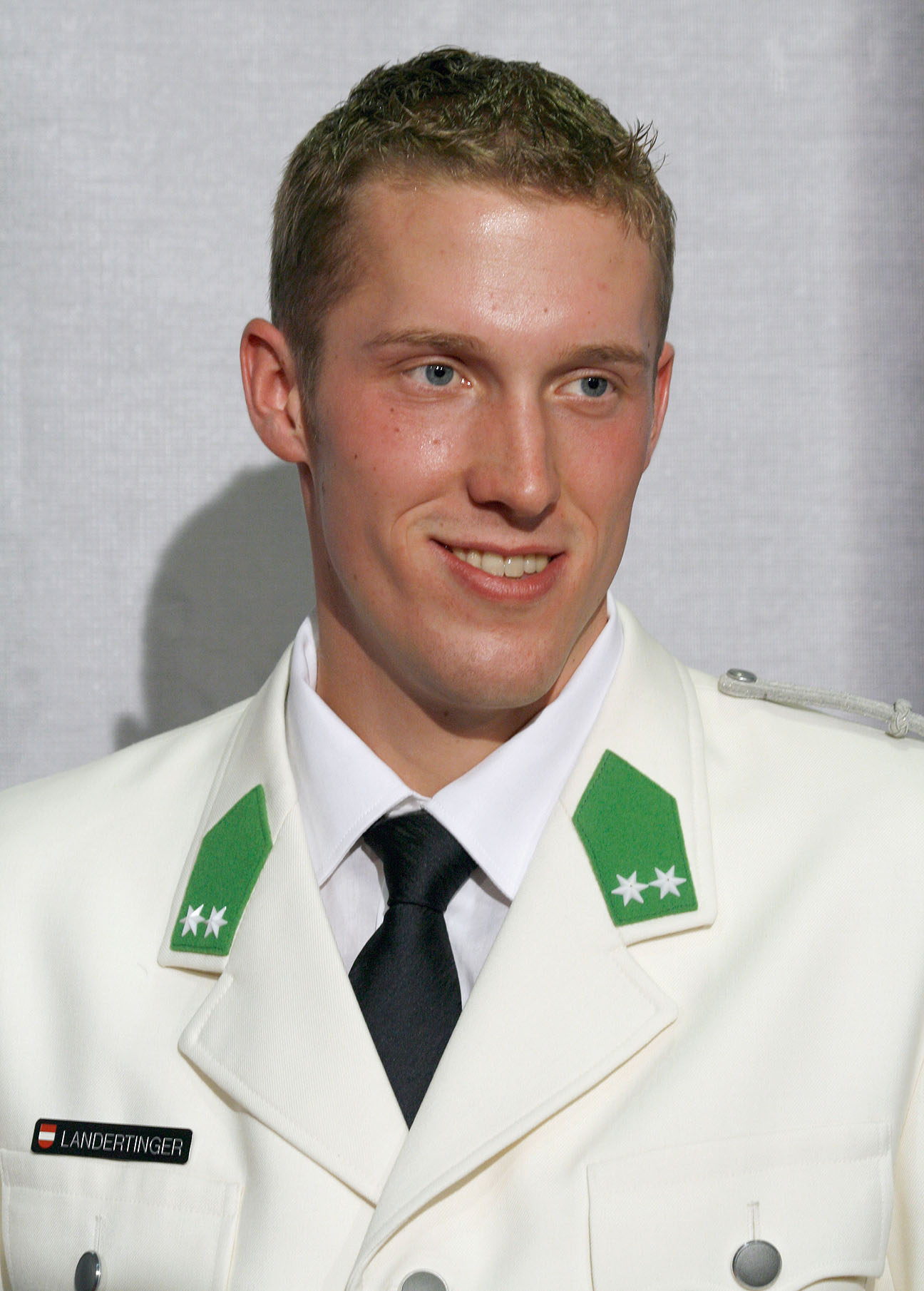
Dominik Landertinger (* 1988)

- Landertinger, Fritz (1914–1943), österreichischer Kanute
- Landes, Anton (1712–1764), Stuckateur des bayerischen Rokoko
- Landes, David S. (1924–2013), US-amerikanischer Wirtschaftshistoriker
- Landes, Johann (1831–1894), deutscher Unternehmer und Politiker (Zentrum), MdR
- Landes, Josef (1841–1919), deutscher Geistlicher und Politiker (Zentrum), MdR
- Landes, Michael (* 1972), US-amerikanischer Schauspieler
- Landes, Michael A. (* 1948), deutscher Architekt, Stadtplaner und Möbeldesigner
- Landes, Richard (* 1949), US-amerikanischer Historiker und Autor
- Landes, Ruth (1908–1991), US-amerikanische Anthropologin
- Landes, Silas Z. (1842–1910), US-amerikanischer Politiker
- Landes-Hindemith, Maria (1901–1987), deutsche Pianistin und Klavierpädagogin
- Landesberg, Alexander (1848–1916), österreichischer Schriftsteller, Librettist und Journalist
- Landesberg, Arthur von (1820–1881), deutscher Offizier und Mitglied des Deutschen Reichstags
- Landesberg, Philipp von (1784–1853), deutscher Gutsbesitzer, Landdrost und Abgeordneter der kurhessischen Ständeversammlung
- Landesberg, Sylven (* 1990), US-amerikanisch-israelisch-österreichischer BasketballspielerSylven Landesberg (* 1990)

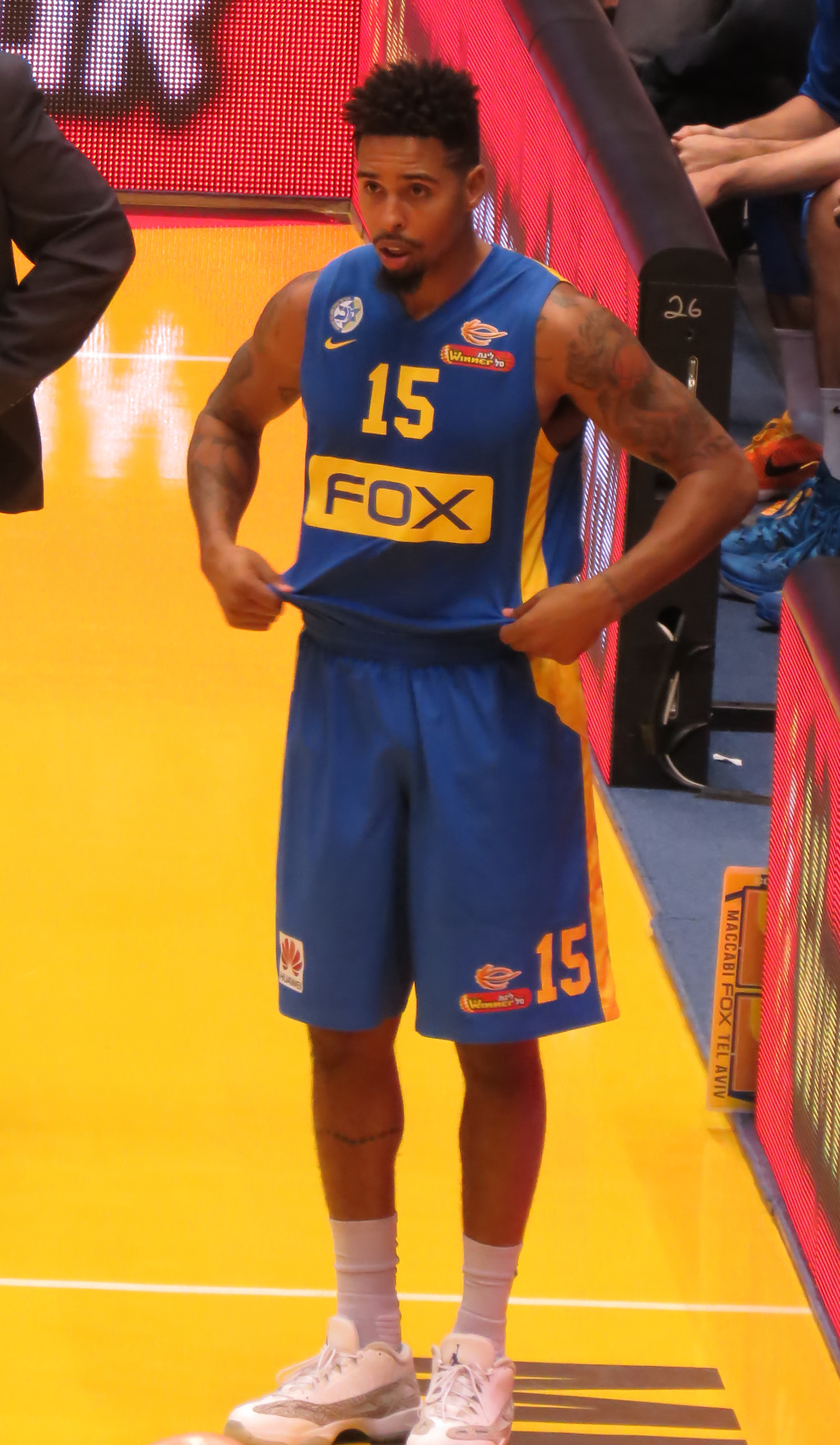
Sylven Landesberg (* 1990)

- Landesbergen, Frits (* 1961), niederländischer Jazzmusiker (Vibraphon, Schlagzeug) und Arrangeur
- Landesbergen, Frits senior (* 1932), niederländischer Jazzmusiker (Bigband-Leader)
- Landesberger von Antburg, Julius (1865–1920), österreichischer Rechts- und Wirtschaftswissenschaftler
- Landeskog, Gabriel (* 1992), schwedischer Eishockeyspieler
- Landesman, Fran (1927–2011), US-amerikanische Lyrikerin und Liedtexterin
- Landesman, Peter (* 1963), US-amerikanischer Autor und Journalist
- Landesmann, Hans (1932–2013), österreichischer Festspielleiter, Leiter der Salzburger Biennale
- Landesmann, Max (1884–1972), österreichischer Bankier
- Landestoy, Bullumba († 2018), dominikanischer Pianist und Komponist
- Landete, Bernardino (1925–2010), spanischer Reitsportler und Stierkämpfer
- Landeweerd, Nico (* 1954), niederländischer Wasserballspieler

### Landf
- Landfermann, Dietrich Wilhelm (1800–1882), deutscher Pädagoge, Demokrat und Schulleiter in Duisburg
- Landfermann, Hans-Georg (* 1941), deutscher Jurist
- Landfermann, Robert (* 1982), deutscher Kontrabassist und Komponist des Creative JazzRobert Landfermann (* 1982)

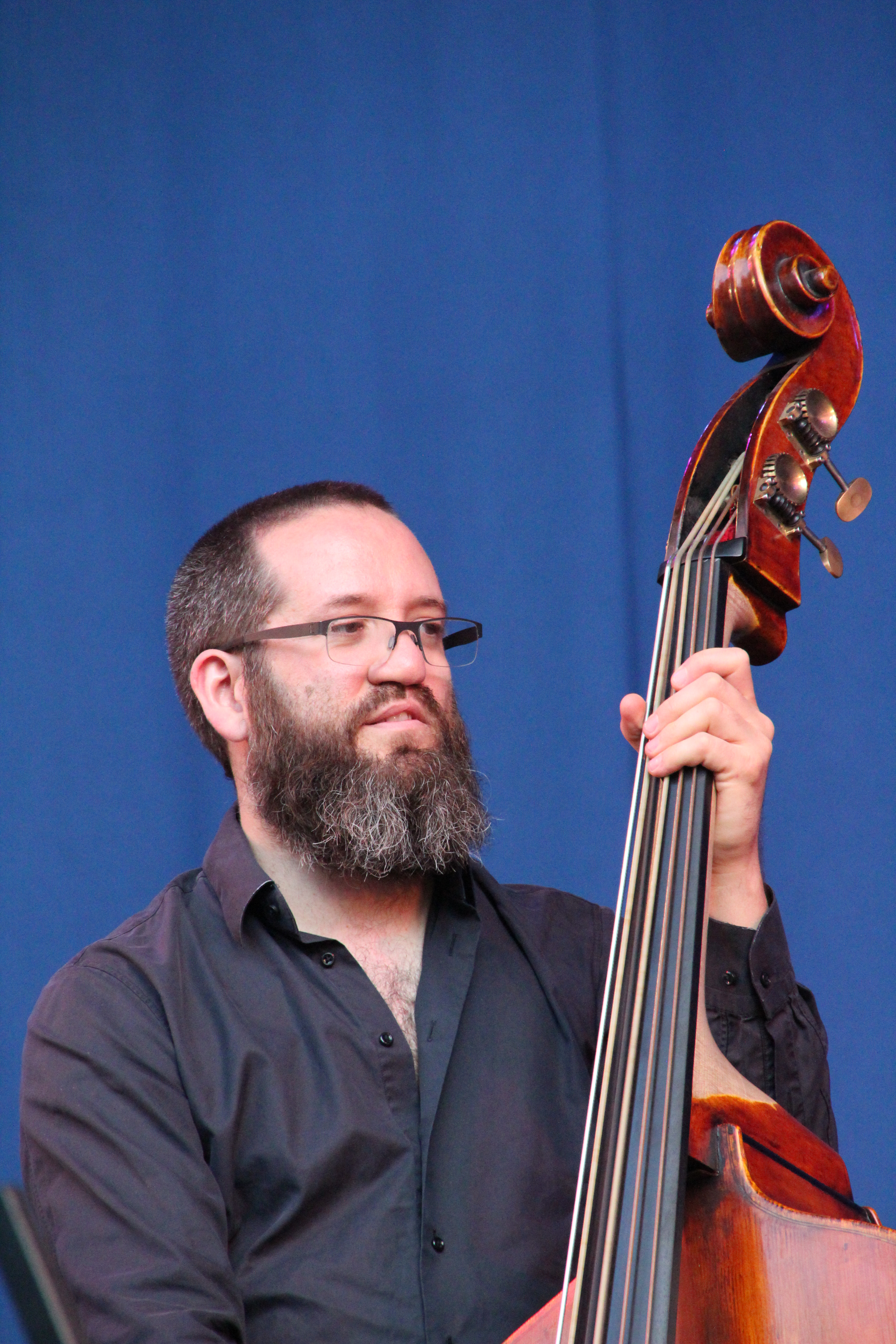
Robert Landfermann (* 1982)

- Landfester, Katharina (* 1969), deutsche Chemikerin
- Landfester, Manfred (1937–2024), deutscher klassischer Philologe
- Landfester, Ulrike (* 1962), deutsche Literaturwissenschaftlerin
- Landfried, Christine (* 1949), deutsche Politikwissenschaftlerin
- Landfried, Friedrich (1884–1952), deutscher Offizier, Verwaltungsjurist und Ministerialbeamter
- Landfried, Georg (1855–1920), deutscher Unternehmer
- Landfried, Klaus (1941–2014), deutscher Politikwissenschaftler, Präsident der Hochschulrektorenkonferenz
- Landfried, Matthias (* 1975), deutscher Tischtennistrainer, Funktionär und Unternehmer

### Landg
- Landgard, Janet (1947–2023), US-amerikanische Schauspielerin
- Landgarten, Helen (1921–2011), US-amerikanische Psychoanalytikerin und -therapeutin, Vertreterin der Kunsttherapie
- Landgraeber, Wolfgang (* 1947), deutscher Journalist
- Landgraf, Alexander (1906–1972), deutscher Jurist, Gestapo-Mitarbeiter und SS-Führer
- Landgraf, Anton (1964–2023), deutscher Soziologe, Journalist, Blogger, Menschenrechtsaktivist und Fotograf
- Landgraf, Arne (* 1977), deutscher Ruderer und Gymnasiallehrer
- Landgraf, Artur Michael (1895–1958), deutscher Theologe, Weihbischof und Titularbischof
- Landgraf, Daniela (* 1972), deutsche Moderatorin, Autorin und Trainerin
- Landgraf, Dennis (* 2001), deutscher PolitikerDennis Landgraf (* 2001)

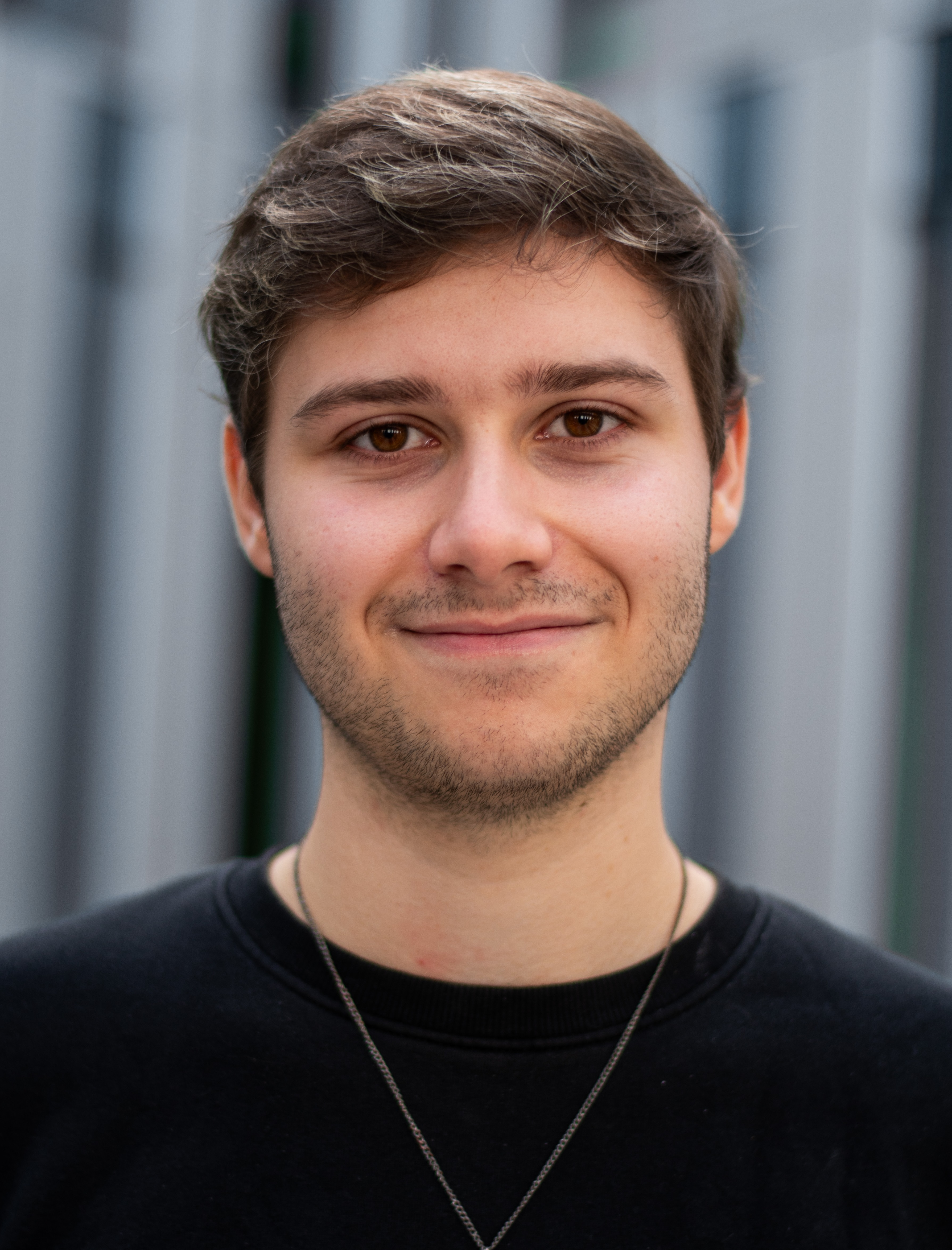
Dennis Landgraf (* 2001)

- Landgraf, Ernst († 1974), deutscher Theaterunternehmer
- Landgraf, Franz (1870–1953), deutscher Fotograf und Verleger von Ansichtskarten
- Landgraf, Franz (1888–1944), deutscher Generalleutnant im Zweiten Weltkrieg
- Landgraf, Georg (1885–1933), deutscher Verleger und Politiker (SPD)
- Landgraf, Gerhard (* 1931), deutscher Architekt
- Landgraf, Günther (1928–2006), deutscher Physiker, Rektor der TU Dresden (1990–1994)
- Landgraf, Gustav (1857–1932), deutscher Pädagoge und Altphilologe, Rektor am Maximiliansgymnasium München
- Landgraf, Hanne (1914–2005), deutsche Politikerin (SPD), MdL
- Landgraf, Ignaz (1884–1949), deutscher katholischer Pfarrer
- Landgraf, Josef (1843–1914), deutscher Jurist
- Landgraf, Josef (1924–2018), österreichischer Widerstandskämpfer gegen den Nationalsozialismus
- Landgraf, Katharina (* 1954), deutsche Politikerin (DDR-CDU, CDU), MdV, MdL, MdB
- Landgraf, Konrad (1921–2000), österreichischer Politiker (ÖVP), Abgeordneter zum Nationalrat, Mitglied des Bundesrates
- Landgraf, Lutz (* 1949), deutscher Turntrainer
- Landgraf, Lutz (* 1950), deutscher Handballtrainer und -spieler
- Landgraf, Max (1933–2017), deutscher Fußballspieler
- Landgraf, Michael (1498–1571), Abt von Hersfeld
- Landgraf, Michael (1801–1846), deutscher Archivar und Zeichner
- Landgraf, Michael (* 1961), deutscher Autor und evangelischer TheologeMichael Landgraf (* 1961)

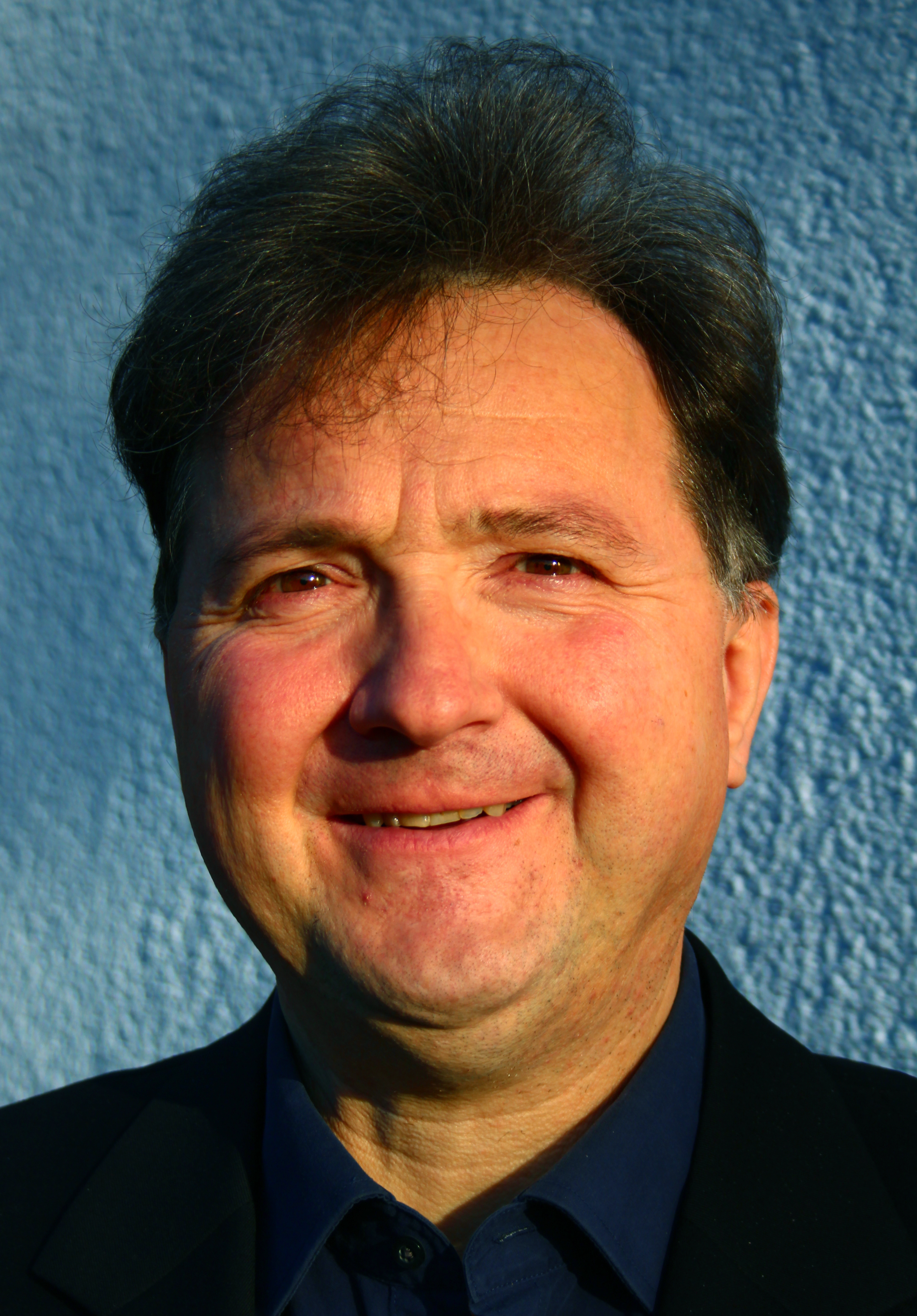
Michael Landgraf (* 1961)

- Landgraf, Niklas (* 1996), deutscher Fußballspieler
- Landgraf, Ramona (* 1963), deutsche Volleyballspielerin
- Landgraf, Rüdiger (* 1939), deutscher Internist, Diabetologe und Hochschullehrer
- Landgraf, Sabine (* 1954), deutsche Politikerin (DSU), MdV, MdB
- Landgraf, Sigrid (* 1959), deutsche Hockeyspielerin
- Landgraf, Steffen (* 1980), deutscher Weitspringer/Zehnkämpfer, Wissenschaftler auf dem Gebiet der forensischen Psychiatrie und kognitiven Psychologie
- Landgraf, Tina (* 1976), deutsche Schauspielerin
- Landgraf, Tom (* 1996), deutscher Handballspieler
- Landgraf, Werner (* 1959), deutscher Astrophysiker
- Landgraf, Wilhelm (1913–1998), deutscher Bildhauer
- Landgraf, Willi (* 1968), deutscher Fußballspieler
- Landgráfová, Renata (* 1976), tschechische Ägyptologin
- Landgré, Inga (1927–2023), schwedische Schauspielerin
- Landgrebe, Christiane (* 1947), deutsche Autorin, Lektorin und Übersetzerin
- Landgrebe, Earl F. (1916–1986), US-amerikanischer Politiker
- Landgrebe, Erich (1908–1979), österreichischer Schriftsteller und Maler
- Landgrebe, Ernst (1878–1955), deutscher Pädagoge und Politiker (LDP, FDP), MdL
- Landgrebe, Georg (1800–1873), deutscher Mineraloge und Chemiker
- Landgrebe, Gudrun (* 1950), deutsche SchauspielerinGudrun Landgrebe (* 1950)

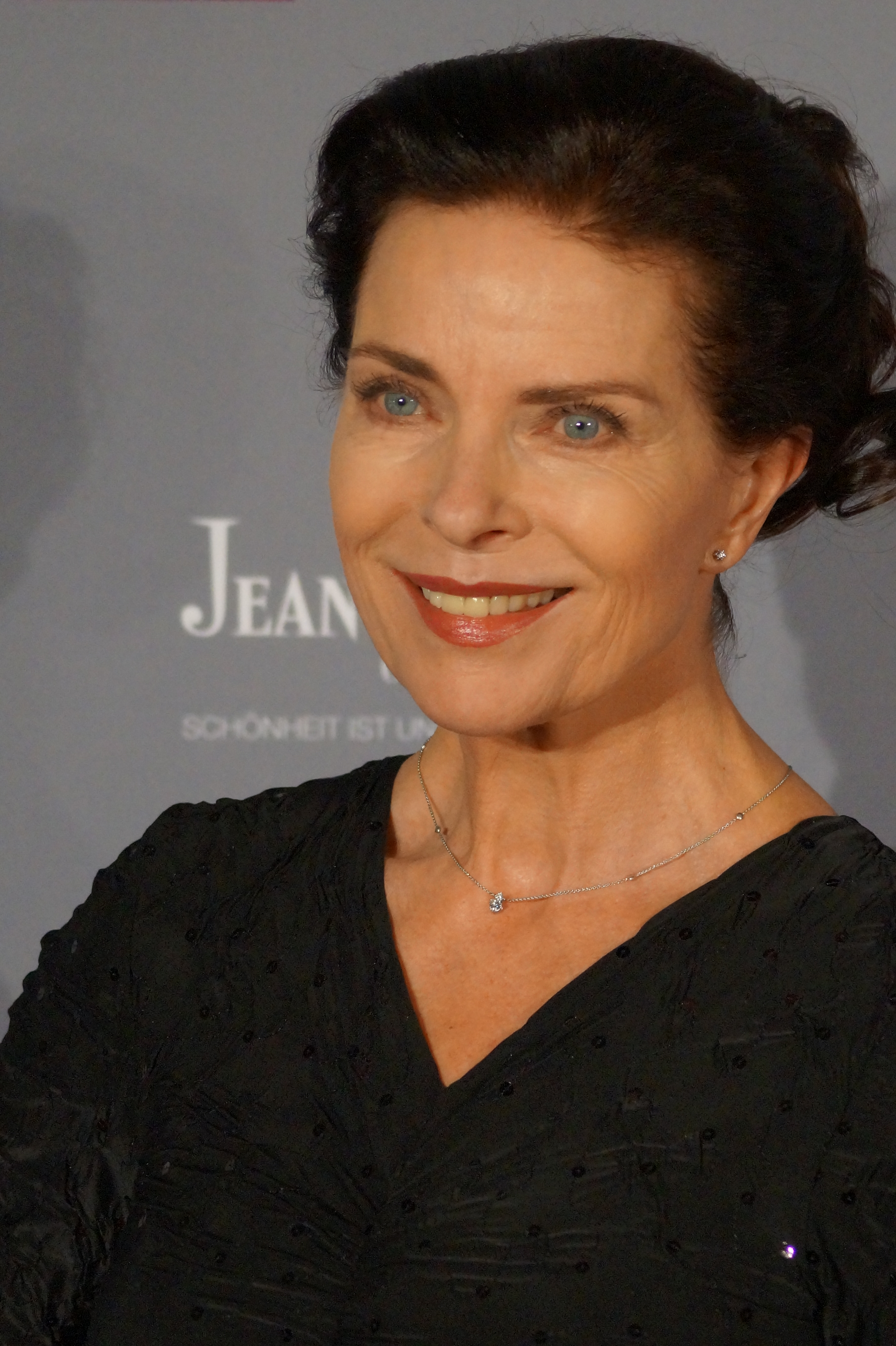
Gudrun Landgrebe (* 1950)

- Landgrebe, Hermann (* 1906), deutscher Bauingenieur
- Landgrebe, Jobst (* 1970), deutscher Autor, Wissenschaftstheoretiker sowie Unternehmer
- Landgrebe, Jonathan (* 1977), deutscher Verleger
- Landgrebe, Karl (1889–1974), deutscher Musiker, Musikpädagoge und nationalsozialistischer Funktionär
- Landgrebe, Ludwig (1902–1991), österreichischer Philosoph
- Landgrebe, Max (* 1974), deutscher Schauspieler
- Landgrebe, Oswald (1876–1956), Mitglied des Provinziallandtages der Provinz Hessen-Nassau
- Landgrebe, Theodor (1836–1899), deutscher Kaufmann und Politiker, MdL
- Landgren, Andreas (* 1989), schwedischer Fußballspieler
- Landgren, Karin (* 1957), schwedische Diplomatin und UN-Beamtin
- Landgren, Nils (* 1956), schwedischer Jazzmusiker, PosaunistNils Landgren (* 1956)

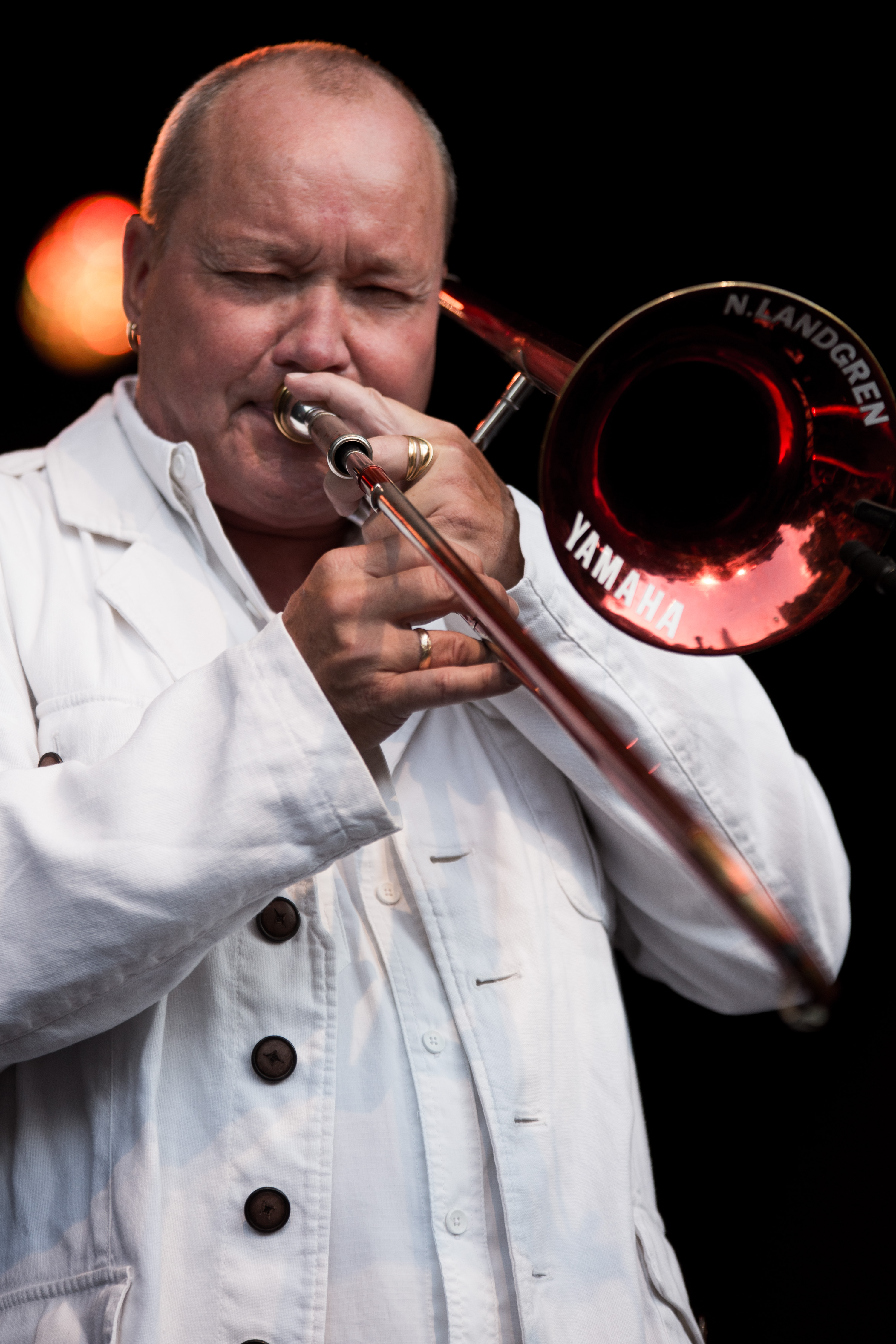
Nils Landgren (* 1956)

- Landgut, Inge (1922–1986), deutsche Schauspielerin und Synchronsprecherin

### Landh
- Landham, Byron (* 1969), US-amerikanischer Jazzmusiker
- Landham, Sonny (1941–2017), US-amerikanischer Schauspieler
- Landhäußer, Sandra (* 1976), deutsche Erziehungswissenschaftlerin
- Landheer, Ronald (1936–2009), niederländischer Romanist und Sprachwissenschaftler
- Landheim, Bente (* 1990), norwegische Biathletin
- Landherr, Edgar (* 1945), deutscher Künstler

### Landi
- Landi, Alex (* 1992), US-amerikanischer Schauspieler und Model
- Landi, Anthony Z. (1902–1975), Filmproduzent und Offizier
- Landi, Bruno (1928–2005), italienischer Radrennfahrer
- Landi, Chico (1907–1989), brasilianischer Automobilrennfahrer
- Landi, Diana Landi (* 1986), ecuadorianische Langstreckenläuferin
- Landi, Elissa (1904–1948), österreichisch-amerikanische Schauspielerin und SchriftstellerinElissa Landi (1904–1948)

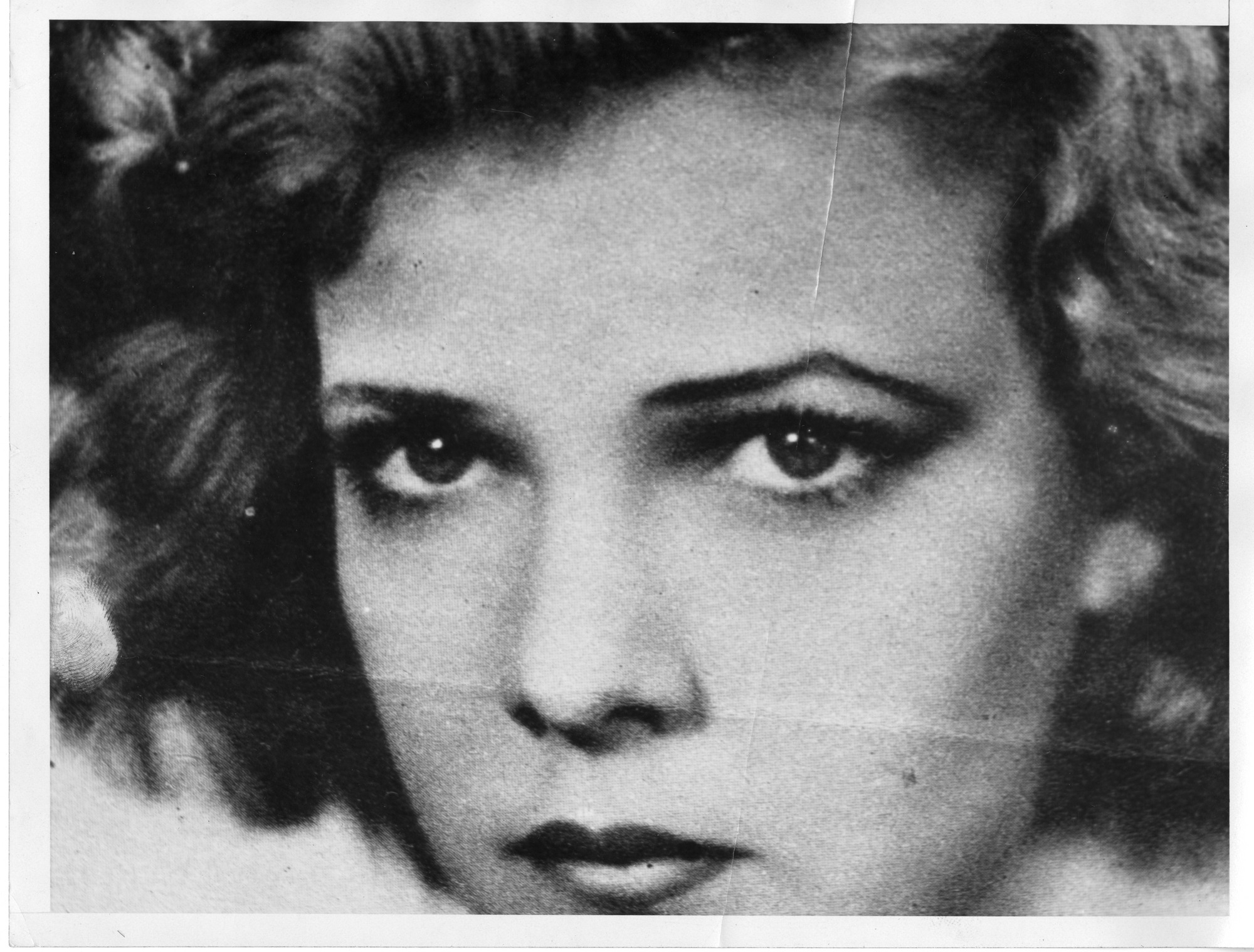
Elissa Landi (1904–1948)

- Landi, Gabriella (* 2001), ungarische Beachhandballspielerin
- Landi, Gaspare (1756–1830), italienischer Maler
- Landi, Louis (1941–1977), französischer Fußballspieler
- Landi, Mario (1920–1992), italienischer Regisseur
- Landi, Neroccio di Bartholomeo di Benedetto de’ (1447–1500), italienischer Maler und Bildhauer
- Landi, Peter, britischer Schauspieler
- Landi, Sal (* 1951), US-amerikanischer Schauspieler, Filmproduzent und Filmregisseur
- Landi, Stefano (1587–1639), italienischer Sänger, Kapellmeister und Komponist
- Landi, Walter (* 1976), italienischer Historiker und Hochschullehrer
- Landig, Wilhelm (1909–1997), österreichischer Schriftsteller und ehemaliges SS-Mitglied
- Landim, Claudio (* 1965), brasilianischer Mathematiker
- Landin Jacobsen, Magnus (* 1995), dänischer Handballspieler
- Landin Jacobsen, Niklas (* 1988), dänischer HandballtorwartNiklas Landin Jacobsen (* 1988)

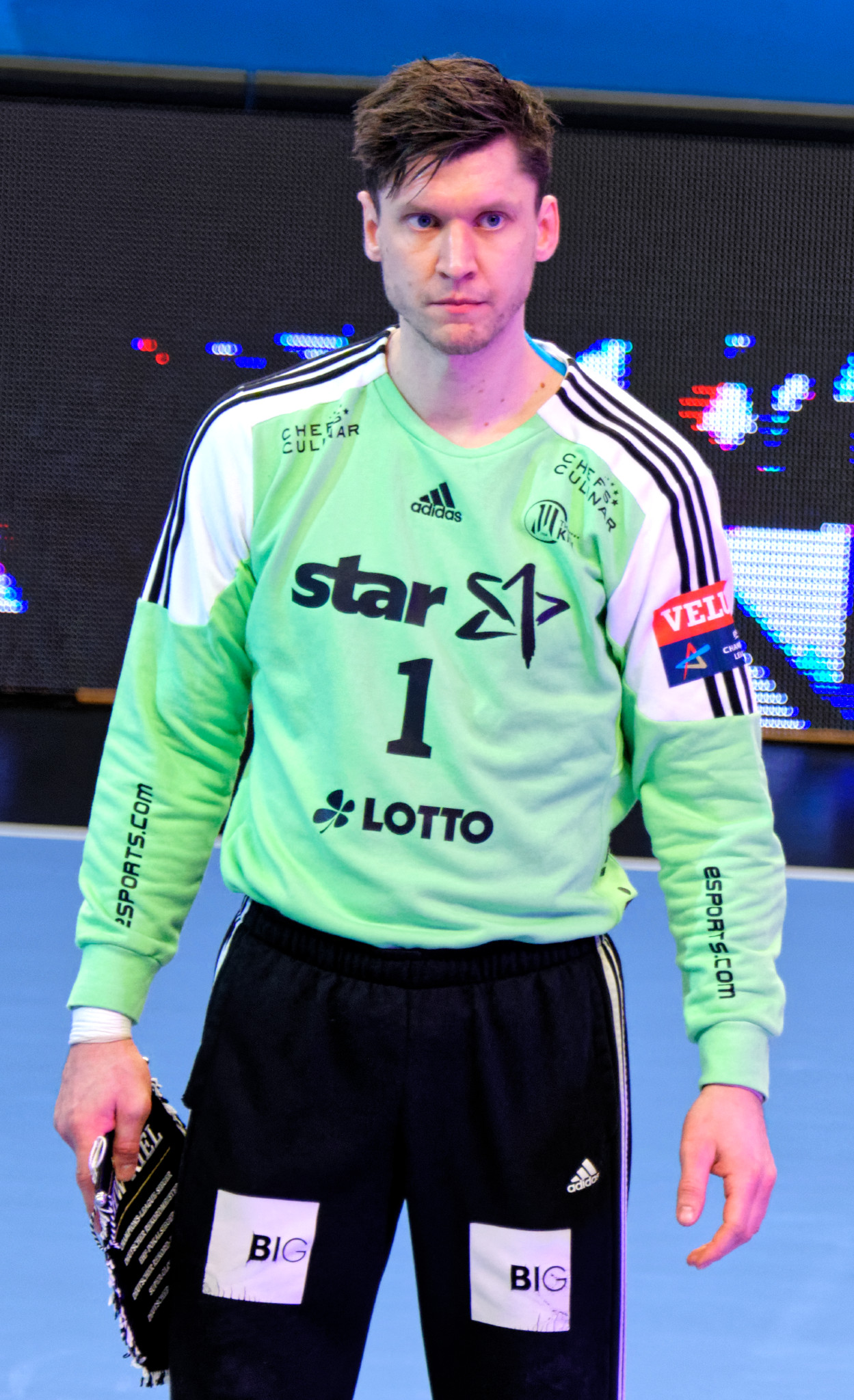
Niklas Landin Jacobsen (* 1988)

- Landín, Avelina (1919–1991), mexikanische Sängerin
- Landín, Luis Ángel (* 1985), mexikanischer Fußballspieler
- Landín, María Luisa (1921–2014), mexikanische Sängerin
- Landin, Per (1956–2021), schwedischer Autor, Journalist, Übersetzer und Germanist
- Landin, Peter J. (1930–2009), britischer Informatiker
- Landin, Walter (1952–2021), deutscher Schriftsteller
- Landing, Ed (* 1949), US-amerikanischer Paläontologe und Geologe
- Landini, Claude (1926–2021), Schweizer Basketballspieler
- Landini, Fanny (1931–2016), italienische Schauspielerin
- Landini, Francesco († 1397), italienischer Minnesänger, Komponist, Organist
- Landini, Léon (* 1926), französischer Widerstandskämpfer gegen den Nationalsozialismus
- Landini, Maria († 1722), italienische Opernsängerin
- Landini, Raúl (1909–1988), argentinischer Boxer
- Landini, Spartaco (1944–2017), italienischer Fußballspieler, -trainer und -manager
- Landino, Cristoforo (1425–1498), italienischer Humanist, Dichter und Literaturtheoretiker
- Landis, Arthur H. (1917–1986), US-amerikanischer Schriftsteller
- Landis, Bruno (* 1942), Schweizer Maler, Zeichner, Plastiker, Grafiker, Autor und Zeichenlehrer
- Landis, Carole (1919–1948), US-amerikanische SchauspielerinCarole Landis (1919–1948)

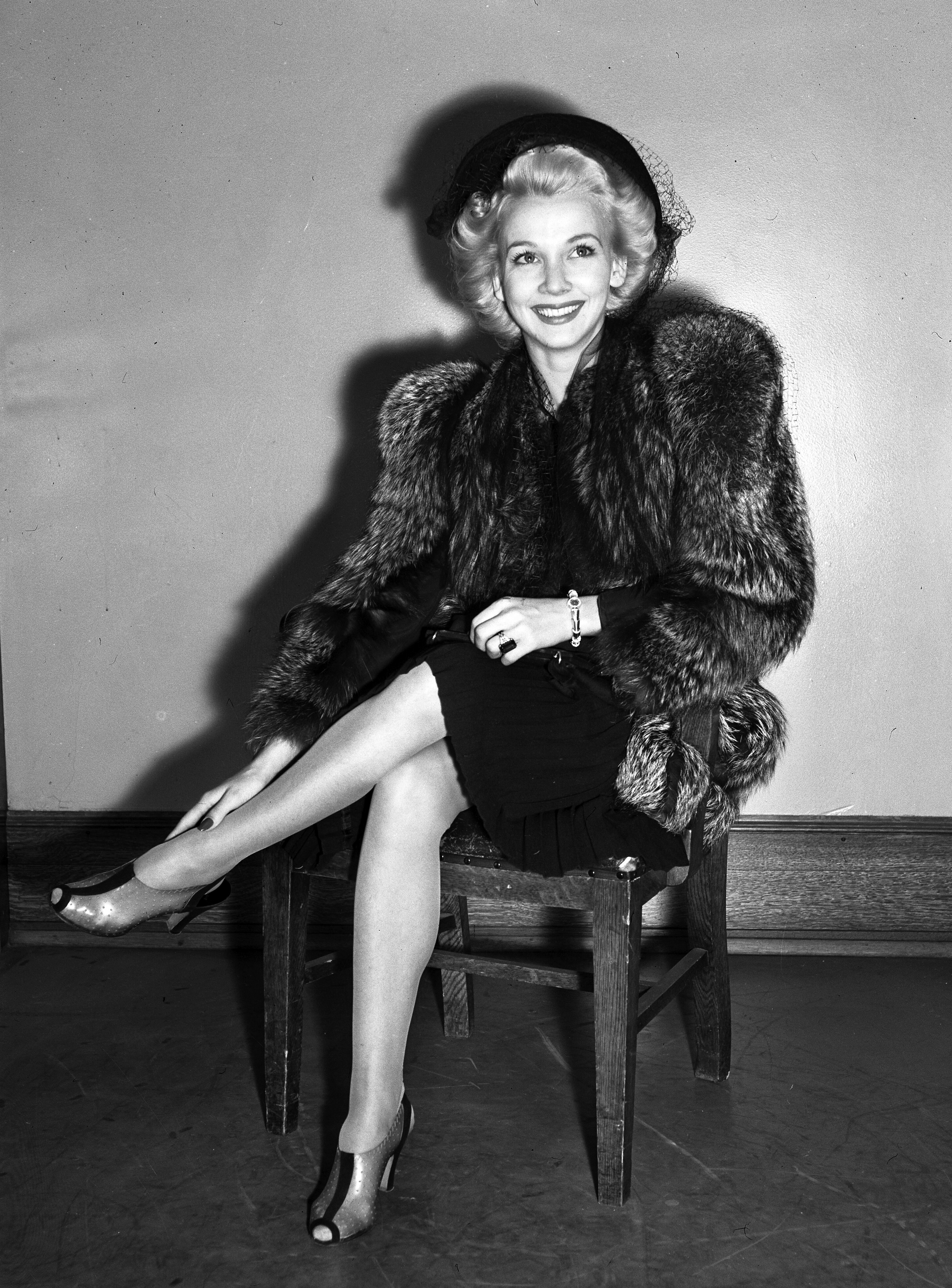
Carole Landis (1919–1948)

- Landis, Charles B. (1858–1922), US-amerikanischer Politiker
- Landis, Dan (* 1936), US-amerikanischer Psychologe und Hochschullehrer
- Landis, Deborah, Film-, Fernseh- und Theaterschauspielerin
- Landis, Diego (* 1998), brasilianischer Fußballspieler
- Landis, Floyd (* 1975), US-amerikanischer Radrennfahrer
- Landis, Forrest (* 1994), US-amerikanischer Schauspieler
- Landis, Frederick (1872–1934), US-amerikanischer Politiker
- Landis, Geoffrey A. (* 1955), US-amerikanischer Science-Fiction-Schriftsteller
- Landis, Gerald W. (1895–1971), US-amerikanischer Politiker
- Landis, Hans († 1614), Schweizer Prediger
- Landis, Heinrich (1833–1915), Schweizer Kaufmann und Politiker (Liberale Partei, FDP)
- Landis, Heinrich (1879–1922), Schweizer Elektrotechniker
- Landis, Ilene, Filmproduzentin und Filmregisseurin
- Landis, Jakob (1895–1960), Schweizer Ingenieur
- Landis, Jessie Royce (1896–1972), US-amerikanische Schauspielerin
- Landis, Jewgeni Michailowitsch (1921–1997), sowjetischer Mathematiker und Informatiker
- Landis, John (* 1950), US-amerikanischer Filmregisseur, Drehbuchautor und ProduzentJohn Landis (* 1950)

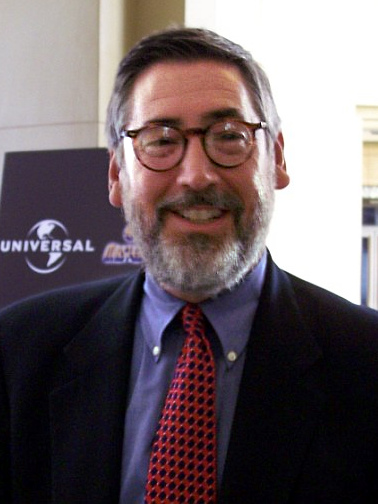
John Landis (* 1950)

- Landis, Kenesaw Mountain (1866–1944), US-amerikanischer Jurist und Bundesrichter
- Landis, Leonz (1813–1878), Schweizer Baumeister und Unternehmer im Kanton Zug
- Landis, Max (* 1985), US-amerikanischer Filmregisseur, Drehbuchautor und Schauspieler
- Landis, Max (* 1993), US-amerikanischer Basketballspieler
- Landis, Tabitha (* 1960), deutsche Autorin
- Landis, Theodor (* 1945), Schweizer Neurologe

### Landk
- Landkof, Naum Samoilowitsch (1915–2004), ukrainischer Mathematiker
- Landkroon, Wilma (* 1957), niederländische SängerinWilma Landkroon (* 1957)

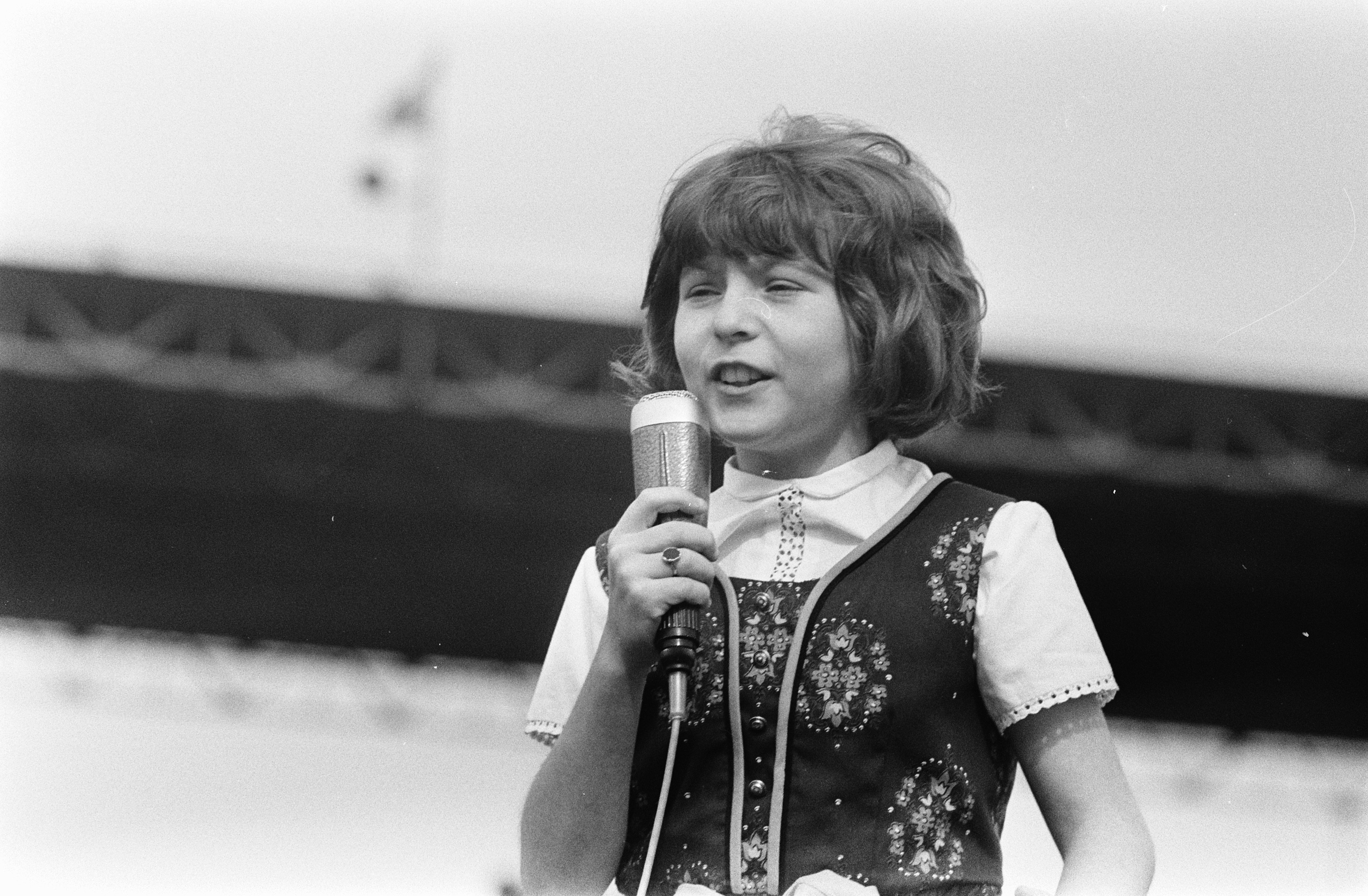
Wilma Landkroon (* 1957)

### Landl
- Landl, Ernst (1914–1983), österreichischer Jazz- und Unterhaltungsmusiker
- Landl, Lorenz (* 1938), österreichischer Politiker (ÖVP), Landtagsabgeordneter im Burgenland
- Landl, Martina, österreichische Lied-, Oratorien- und Opernsängerin (Sopran) und Gesangspädagogin
- Landl, Thomas (* 1960), österreichischer Schauspieler, Sprecher und Model
- Landl, Willi, österreichischer Sänger und Songwriter
- Ländle, Elisabeth, deutsche Curlerin
- Landler, Jenő (1875–1928), ungarischer Rechtsanwalt und kommunistischer Politiker
- Landler, Mark (* 1965), US-amerikanischer Journalist
- Landlinger, Johannes (1892–1970), österreichischer römisch-katholischer Priester und Ehrenbürger
- Landlinger, Josef (1919–1996), österreichischer Landwirt und Politiker (ÖVP)

### Landm
- Landman, Chris (* 1981), niederländischer Dartspieler
- Landman, Elani (* 1993), südafrikanische Squashspielerin
- Landman, Jonathan (* 1952), US-amerikanischer Journalist
- Landman, Uzi (* 1944), israelisch-US-amerikanischer Chemiker
- Landman, Yuri (* 1973), niederländischer Gitarrist, Instrumentenbauer und Typograph
- Landmann, Anna († 1597), deutsche Frau, in Hornburg als „Hexe“ verurteilt und hingerichtet
- Landmann, Arno (1887–1966), deutscher Instrumentalist, Autor, Arrangeur und Komponist
- Landmann, Denise (* 2003), deutsche Fußballspielerin
- Landmann, Edith (1877–1951), deutsche Philosophin
- Landmann, Friedrich (1864–1931), deutscher Arzt und Lebensreformer
- Landmann, Georg Peter (1905–1994), Schweizer Klassischer Philologe, Übersetzer und Gymnasiallehrer
- Landmann, Gerhard (1904–1933), deutscher Kaufmann und SS-Mann
- Landmann, Gerhard (* 1933), deutscher Fußballspieler
- Landmann, Gustav (1824–1901), deutscher Pfarrer, Superintendent und Politiker (NLP), MdR
- Landmann, Herbert (1919–2011), deutscher Arzt und Politiker (CDU der DDR)
- Landmann, Hermann (1898–1977), deutscher Flugzeugkonstrukteur und Hochschullehrer
- Landmann, Julius (1877–1931), österreichischer Nationalökonom
- Landmann, Karl von (1846–1925), bayerischer General der Artillerie
- Landmann, Ludwig (1868–1945), Politiker, Oberbürgermeister von Frankfurt am MainLudwig Landmann (1868–1945)

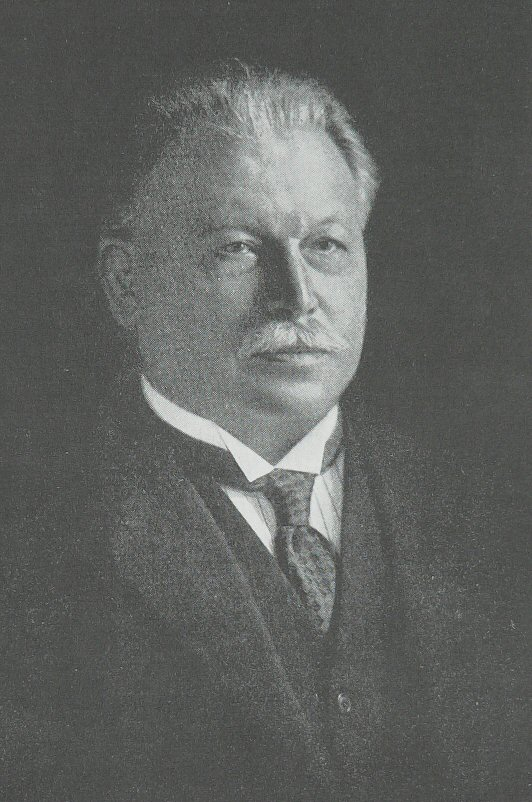
Ludwig Landmann (1868–1945)

- Landmann, Marie (1859–1942), deutsche Schuldirektorin, Frauenrechtlerin und Abgeordnete (Zentrum)
- Landmann, Michael (1913–1984), Schweizer Philosoph
- Landmann, Ortrun (* 1937), deutsche Musikwissenschaftlerin
- Landmann, Paul (* 1932), österreichischer Landwirt und Politiker (ÖVP), Abgeordneter zum Nationalrat
- Landmann, Robert von (1845–1926), deutscher Jurist und Politiker
- Landmann, Ruth (1912–2008), deutsche Keramikerin
- Landmann, Salcia (1911–2002), Schweizer Schriftstellerin, Journalistin und Gründungsmitglied im P.E.N.-Club Liechtenstein
- Landmann, Samson (1816–1899), deutscher Arzt und Kommunalpolitiker
- Landmann, Theo M. (1903–1978), deutscher Glasmaler
- Landmann, Valentin (* 1950), Schweizer Rechtsanwalt, Buchautor und Politiker
- Landmann, Werner (* 1929), deutscher Fußballspieler
- Landmann, Wilhelm (1869–1945), deutscher Chemiker und Generaldirektor der WASAG
- Landmark, Philipp (* 1966), Schweizer Journalist
- Landmesser, August (1910–1944), deutscher Arbeiter und NS-Opfer
- Landmesser, Christof (* 1959), deutscher Theologe und Neutestamentler
- Landmesser, Friedrich Wilhelm (1810–1891), deutscher katholischer Geistlicher und Politiker (Zentrum), MdR
- Landmesser, Ulf (* 1970), deutscher Kardiologe

### Landn
- Ländner, Manfred (* 1958), bayerischer Politiker (CSU), MdL

### Lando
- Lando, Papst
- Lando (* 1974), deutscher Graffiti-Writing-Künstler
- Lando, Andreas, deutscher Kirchenmusiker und Kreuzkantor in Dresden (1560–1561)
- Lando, Joe (* 1961), US-amerikanischer SchauspielerJoe Lando (* 1961)

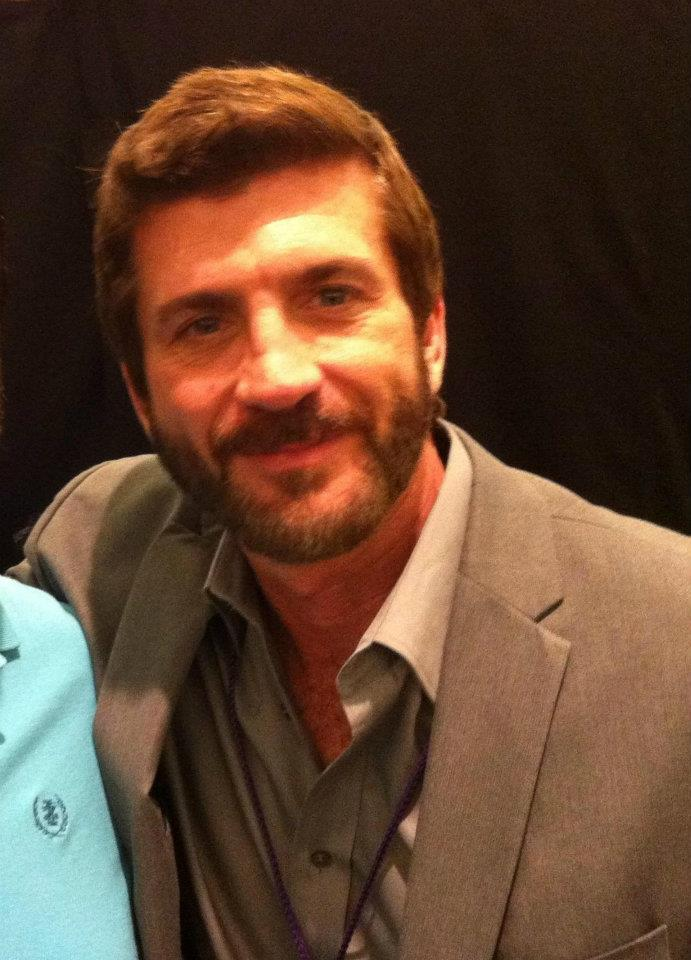
Joe Lando (* 1961)

- Lando, Manuel (* 2000), italienischer Hochspringer
- Lando, Maxim (* 2002), amerikanischer Pianist
- Lando, Michele di (1343–1401), italienischer Tucharbeiter, Beteiligter am Ciompi-Aufstand
- Lando, Ole (1922–2019), dänischer Rechtswissenschaftler
- Lando, Ortensio, italienischer Augustinermönch, Humanist, Schriftsteller, Übersetzer und Drucker
- Lando, Peter, Szenenbildner
- Lando, Pietro (1462–1545), Doge Venedigs (1539–1545)
- Lando, Saskia de (* 1980), deutsche Schauspielerin und Moderatorin
- Landois, Felix (1879–1945), deutscher Chirurg und Hochschullehrer
- Landois, Hermann (1835–1905), deutscher Hochschullehrer, Professor für Zoologie und Gründer des Westfälischen Zoologischen Gartens zu MünsterHermann Landois (1835–1905)

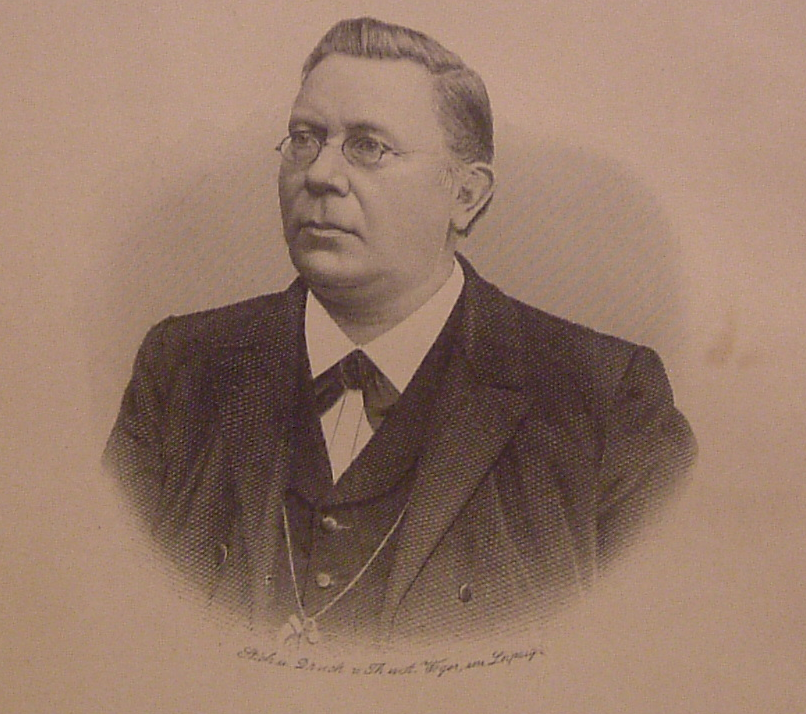
Hermann Landois (1835–1905)

- Landois, Leonard (1837–1902), deutscher Physiologe
- Landois, Max (1873–1935), deutscher Reichsgerichtsrat
- Landois, Paul (* 1696), französischer Schriftsteller, Enzyklopädist und Maler
- Landolf von Hoheneck († 1247), Bischof von Worms
- Landolf, Daniel (* 1959), Schweizer Manager
- Landolf, Domenic (* 1969), Schweizer Jazz-Saxophonist und Klarinettist
- Landolfi, Carlo Ferdinando († 1784), italienischer Geigen- und Cellobauer
- Landolfi, Dolfino, Schweizer Politiker, Podesta und Gründer der ersten Bündner Druckerei in Poschiavo 1547
- Landolfi, Lino (1925–1988), italienischer Comiczeichner
- Landolfi, Tommaso (1908–1979), italienischer Schriftsteller
- Landolfus Sagax, italienischer Geschichtsschreiber
- Landolina, Saverio (1743–1814), italienischer Archäologe und Naturwissenschaftler
- Landolt, Adolf (1907–1973), Schweizer Politiker (SP)
- Landolt, Alice (1883–1970), Schweizer Pianistin
- Landolt, Christoph (* 1966), Schweizer Sprachwissenschaftler und Lexikograph
- Landolt, Edmund (1846–1926), Schweizer Ophthalmologe
- Landolt, Elias (1821–1896), Schweizer Forstwissenschaftler
- Landolt, Elias (1926–2013), Schweizer GeobotanikerElias Landolt (1926–2013)

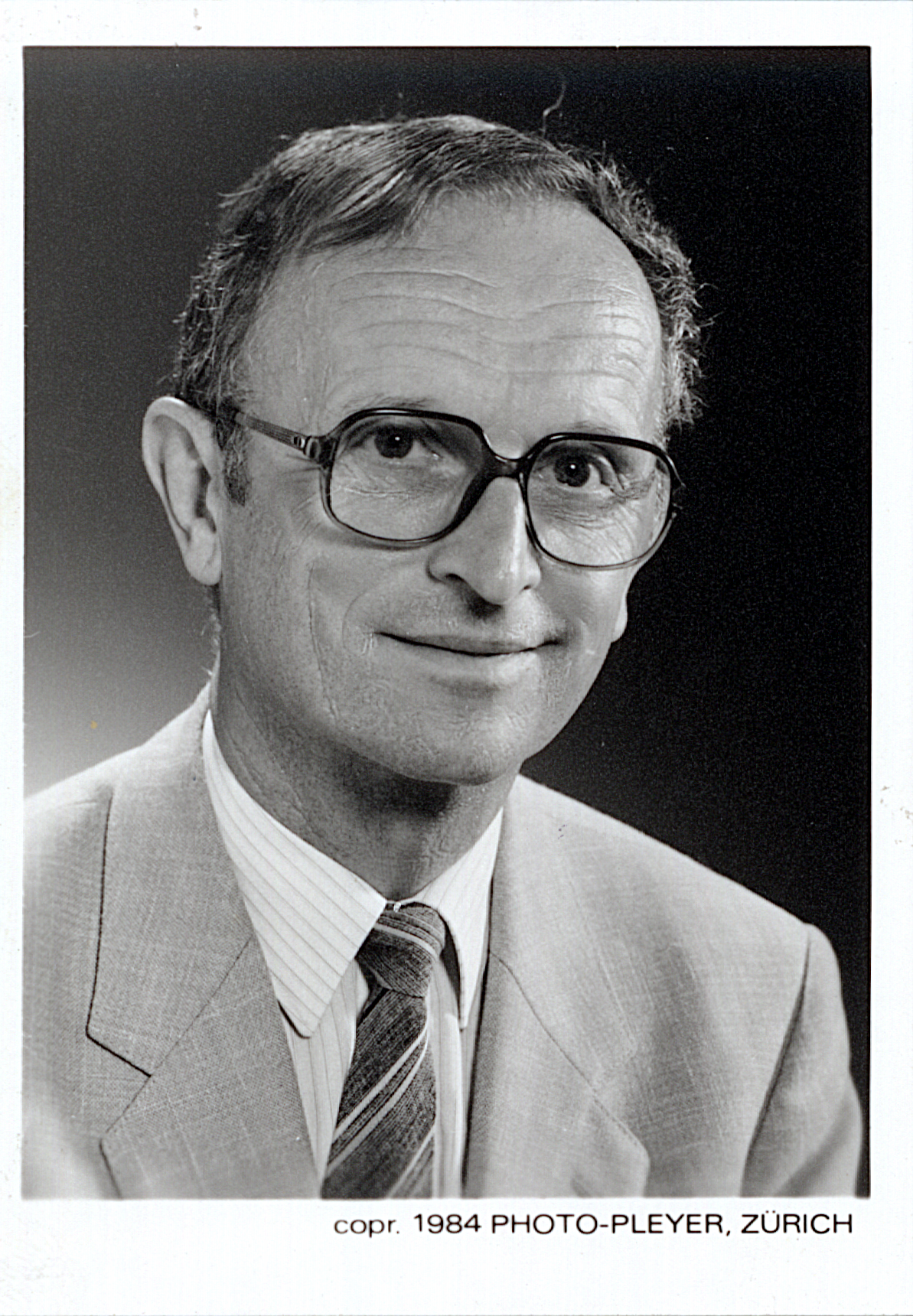
Elias Landolt (1926–2013)

- Landolt, Elmar (* 1962), Schweizer Fussballspieler
- Landolt, Emil (1895–1995), Schweizer Politiker (FDP)
- Landolt, Ernst (* 1953), Schweizer Politiker (SVP)
- Landolt, Franz (1901–1965), Schweizer Politiker (SP)
- Landolt, Fridolin Josef (1806–1880), Schweizer Jurist
- Landolt, Hans Heinrich (1831–1910), Schweizer Chemiker
- Landolt, Heinrich (* 1943), Schweizer Entwicklungshelfer und Schriftsteller
- Landolt, Jules (1930–2005), Schweizer Politiker
- Landolt, Karl (1925–2009), Schweizer Maler, Grafiker, Zeichenlehrer, Holzschneider und Lithograf
- Landolt, Markus (* 1961), Schweizer Unternehmer und Politiker der CVP
- Landolt, Markus Andreas (* 1962), Schweizer klinischer Psychologe, Wissenschaftler, Dozent und Buchautor
- Landolt, Martin (* 1968), Schweizer Politiker (BDP)
- Landolt, Meinrad (* 1967), Schweizer Handballspieler
- Landolt, Patrik (* 1956), Schweizer Musikjournalist und Musikproduzent
- Landolt, Reto (* 1992), Schweizer Schwinger
- Landolt, Salomon (1741–1818), Schweizer Maler und Politiker
- Landon Kassebaum, Nancy (* 1932), US-amerikanische Politikerin (Republikanische Partei)
- Landon, Alf (1887–1987), US-amerikanischer Geschäftsmann und Politiker
- Landon, Castille (* 1991), amerikanische Schauspielerin, Filmregisseurin und DrehbuchautorinCastille Landon (* 1991)

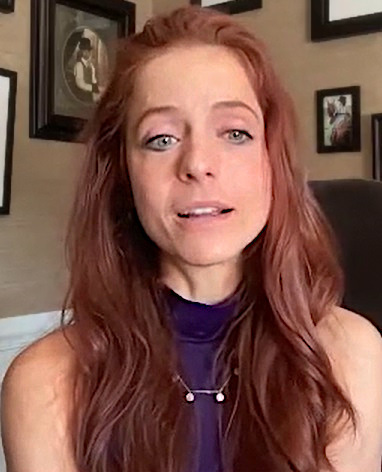
Castille Landon (* 1991)

- Landon, Charles Paul (1760–1826), französischer Maler und Kunstkritiker
- Landon, Christa (1921–1977), österreichische Musikerin und Musikforscherin
- Landon, Christopher B. (* 1975), US-amerikanischer Drehbuchautor und Filmregisseur
- Landon, H. C. Robbins (1926–2009), amerikanischer Musikwissenschaftler
- Landon, Hal Jr. (* 1941), US-amerikanischer Schauspieler
- Landon, Jennifer (* 1983), US-amerikanische Schauspielerin
- Landon, Joe (* 1976), US-amerikanischer Pornodarsteller
- Landon, Laurene (* 1957), US-amerikanische Film- und Fernsehschauspielerin
- Landon, Leslie (* 1962), US-amerikanische Schauspielerin und Psychologin
- Landon, Letitia Elizabeth (1802–1838), britische Dichterin und Romanschriftstellerin
- Landon, Margaret (1903–1993), US-amerikanische Schriftstellerin
- Landon, Michael (1936–1991), US-amerikanischer Schauspieler, Drehbuchautor, Fernsehproduzent und FernsehregisseurMichael Landon (1936–1991)

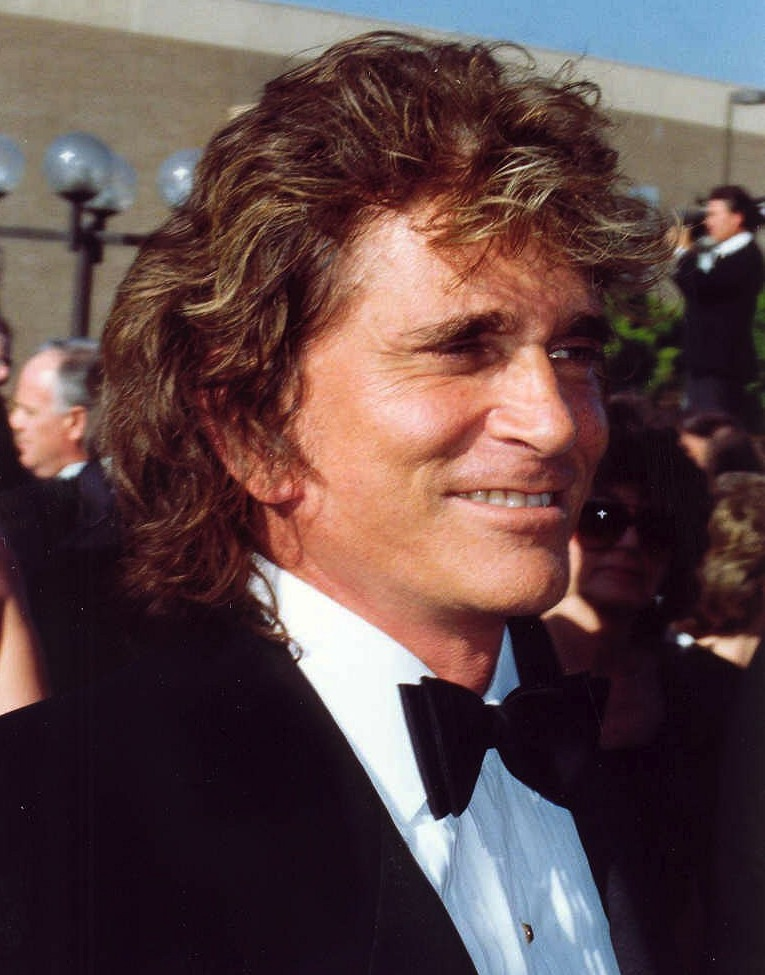
Michael Landon (1936–1991)

- Landon, Michael Jr. (* 1964), US-amerikanischer Schauspieler, Filmregisseur, -produzent, Drehbuchautor und Schriftsteller
- Landon, Richmond (1898–1971), US-amerikanischer Leichtathlet
- Landon, Shawna (* 1971), US-amerikanische Schauspielerin
- Landon, Timothy (1942–2007), kanadischer Nachrichtenoffizier, Regierungsberater und Geschäftsmann
- Landon, Truman H. (1905–1986), US-amerikanischer Offizier, General der US Air Force
- Landor, Arnold Henry Savage (1867–1924), britischer Reiseschriftsteller und Forscher
- Landor, Rosalyn (* 1958), englische Schauspielerin
- Landor, Walter Savage (1775–1864), englischer Schriftsteller
- Landorff, Max, deutscher Krimiautor
- Landová, Jitka (* 1990), tschechische Biathletin
- Landovský, Pavel (1936–2014), tschechischer Schauspieler, Dramatiker und Regisseur
- Landow, George (1944–2011), US-amerikanischer Filmkünstler
- Landowska, Wanda (1879–1959), polnische Cembalistin und Pianistin
- Landowski, Manon (* 1964), französische Singer-Songwriterin, Komponistin und Schauspielerin
- Landowski, Marcel (1915–1999), französischer Komponist und Kulturpolitiker
- Landowski, Nadine (1908–1944), französische Malerin und Bühnenbildnerin
- Landowski, Paul (1875–1961), französischer BildhauerPaul Landowski (1875–1961)

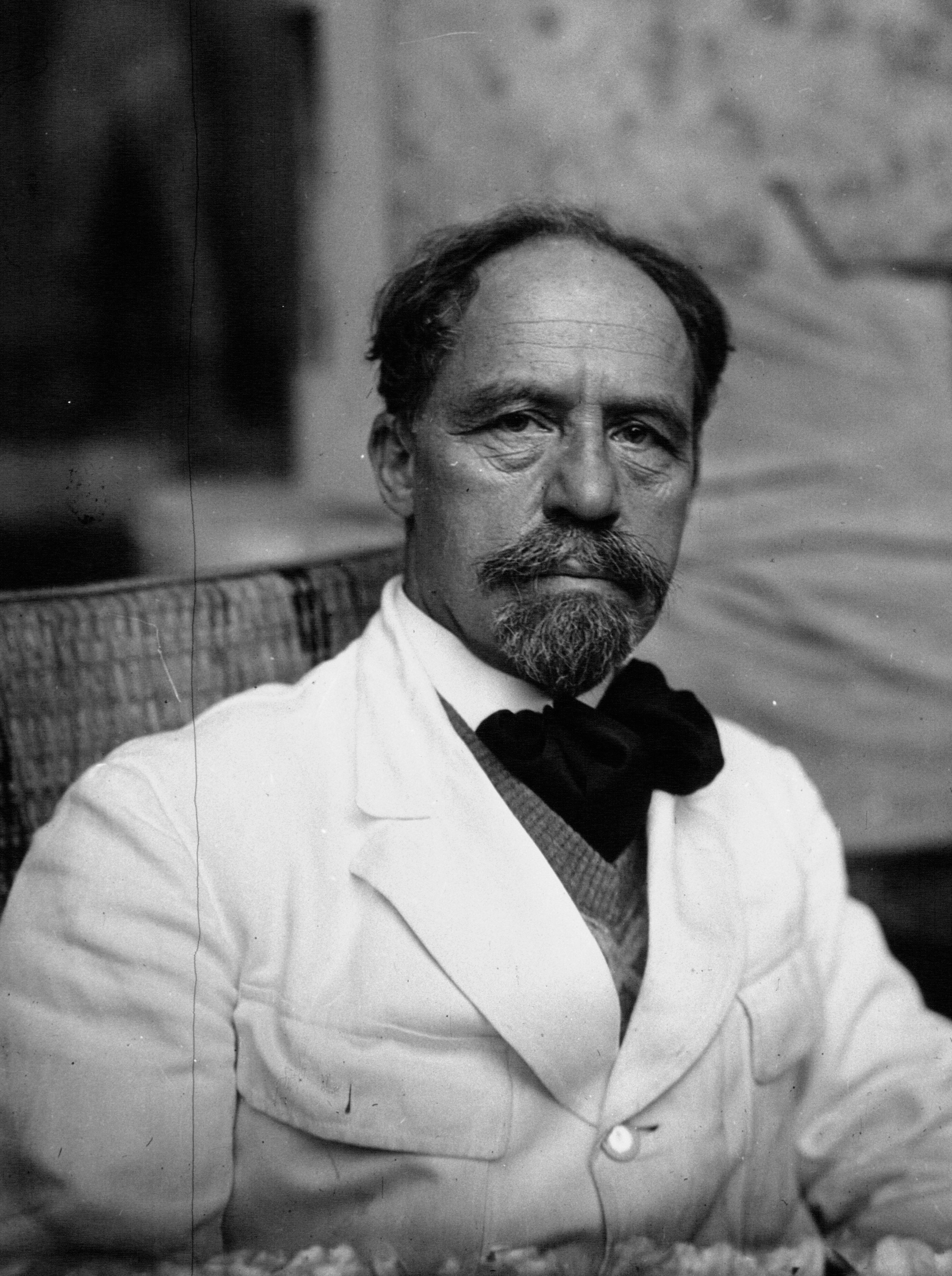
Paul Landowski (1875–1961)

- Landowski-Caillet, Françoise (1917–2007), französische Pianistin und Malerin
- Landowsky, Klaus-Rüdiger (* 1942), deutscher Politiker (CDU), MdA

### Landr
- Landra, Mauricio Alberto (* 1972), argentinischer römisch-katholischer Geistlicher, Kirchenrechtler, Weihbischof in Mercedes-Luján
- Landra, Sylvie, französische Filmeditorin
- Landrath, Jens (* 1967), deutscher Fußballspieler
- Landre, Francine (* 1970), französische Leichtathletin
- Landré, Heinz (1930–1999), deutscher Politiker (CDU), MdB
- Landré, Johann Georg Wilhelm (1755–1818), deutscher Glockengießer und Ratsgießer der Hansestadt Lübeck
- Landre, Laurisa (* 1985), französische Handballspielerin
- Landré, Lou (* 1939), niederländischer Schauspieler
- Landreau, Mickaël (* 1979), französischer Fußballtorhüter und -trainer
- Landres, Paul (1912–2001), US-amerikanischer Filmregisseur und Filmeditor
- Landreth, Chris (* 1961), US-amerikanischer Regisseur von Animationsfilmen
- Landreth, Sonny (* 1951), US-amerikanischer Blues-Musiker und Slide-GitarristSonny Landreth (* 1951)

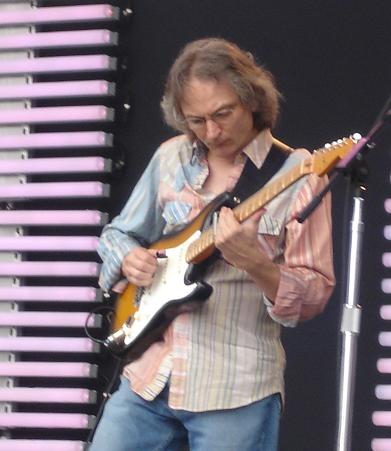
Sonny Landreth (* 1951)

- Landri de Mont († 1237), Bischof von Sitten
- Landri, Valentina (* 1992), italienische Handballspielerin
- Landriani, Bernardo, italienischer Erzpriester und Bischof von Como
- Landriani, Gerardo († 1445), italienischer Gesandter, Bischof von Lodi und von Como, Kardinal
- Landriani, Marsilio (1751–1815), italienischer Physiker, Chemiker und Meteorologe
- Landriault, Jacques (1921–2017), kanadischer Geistlicher, römisch-katholischer Bischof von Timmins
- Landricina, Sali (* 1971), deutscher Schauspieler
- Landrie, Teddy (* 1983), französischer Straßenradrennfahrer von Guadeloupe
- Landrieu, Auguste (* 1888), belgischer Turner
- Landrieu, Mary (* 1955), US-amerikanische Politikerin (Demokratische Partei)
- Landrieu, Mitch (* 1960), US-amerikanischer Politiker der Demokratischen Partei
- Landrieu, Moon (1930–2022), US-amerikanischer Politiker und Hochschullehrer
- Landrin, Christophe (* 1977), französischer Fußballspieler
- Landriot, Jean-François (1816–1874), französischer römisch-katholischer Geistlicher und Erzbischof von Reims
- Landro (* 1996), Schweizer Mundart-Musiker
- Landrø, Magne (1937–2022), norwegischer Sportschütze und Unternehmer
- Landrock, Ernst Heinrich (1878–1966), deutscher Fotograf
- Landrock, Heinrich (1890–1948), deutscher Ruderer
- Landrock, Horst (1904–1990), deutscher Uhrmacher und Uhrensammler
- Landrock, Maria (1923–1992), deutsche Schauspielerin, Hörspiel- und Synchronsprecherin
- Landron, Pauline (* 1999), französische Triathletin
- Landru, Henri Désiré (1869–1922), französischer SerienmörderHenri Désiré Landru (1869–1922)

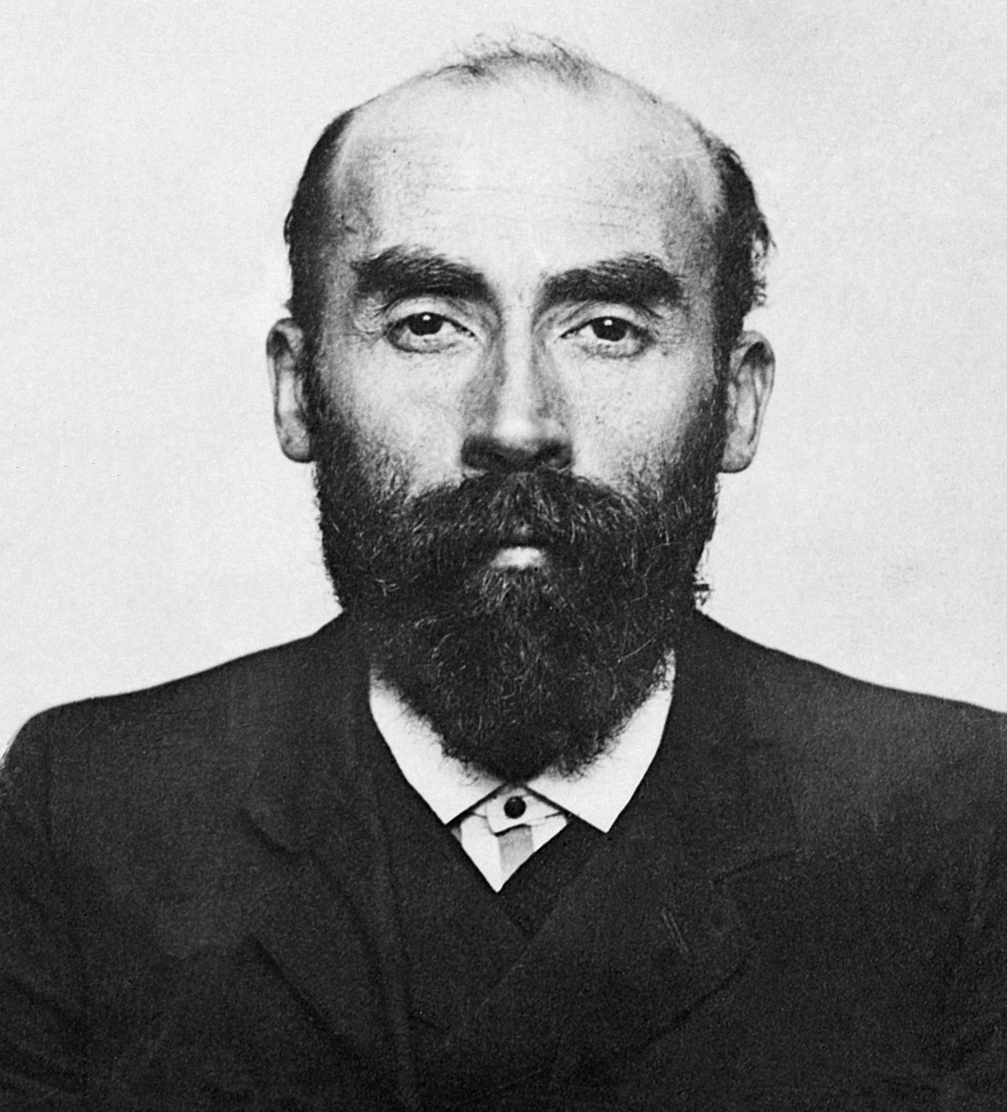
Henri Désiré Landru (1869–1922)

- Landrum, Eugene M. (1891–1967), US-amerikanischer Offizier, Generalmajor der US-Army
- Landrum, John M. (1815–1861), US-amerikanischer Politiker
- Landrum, Phillip M. (1907–1990), US-amerikanischer Politiker
- Landrus, Brian (* 1978), US-amerikanischer Jazzmusiker
- Landry († 1028), Graf von Nevers
- Landry, Adolphe (1874–1956), französischer Politiker und Ökonom
- Landry, Ali (* 1973), US-amerikanische Schauspielerin und ModelAli Landry (* 1973)

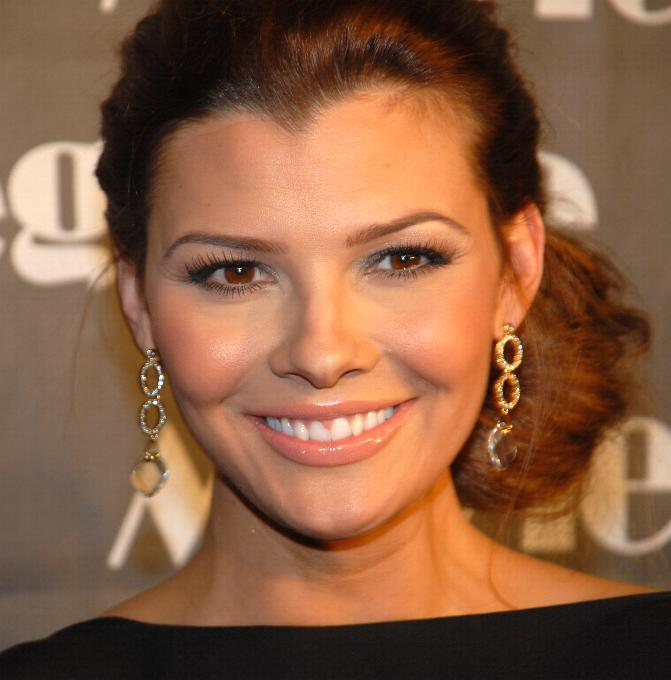
Ali Landry (* 1973)

- Landry, Aude (* 1962), französische Schauspielerin
- Landry, Bernard (1937–2018), kanadischer Politiker
- Landry, Carl (* 1983), US-amerikanischer Basketballspieler
- Landry, Charles (* 1948), britischer Städteforscher und Publizist
- Landry, Charles-François (1909–1973), Schweizer Schriftsteller
- Landry, Cindy (* 1972), kanadische Eiskunstläuferin
- Landry, Éric (* 1975), kanadisch-US-amerikanischer Eishockeyspieler und -trainer
- Landry, Fortuné (1799–1895), französischer Mathematiker
- Landry, Fritz Ulysse (1842–1927), Schweizer Bildhauer und Medailleur
- Landry, Gérard (1912–1999), argentinisch-französischer Schauspieler
- Landry, Harold (* 1996), US-amerikanischer American-Football-Spieler
- Landry, Hélène († 1992), kanadische Pianistin und Musikpädagogin
- Landry, Jacques (1911–1976), kanadischer Skispringer
- Landry, Jamie (* 1982), kanadischer Skeletonpilot
- Landry, Jarvis (* 1992), US-amerikanischer American-Football-Spieler
- Landry, Jean (1875–1940), Schweizer Elektroingenieur
- Landry, Jeanne (1922–2011), kanadische Pianistin, Musikpädagogin und Komponistin
- Landry, Jeff (* 1970), US-amerikanischer PolitikerJeff Landry (* 1970)

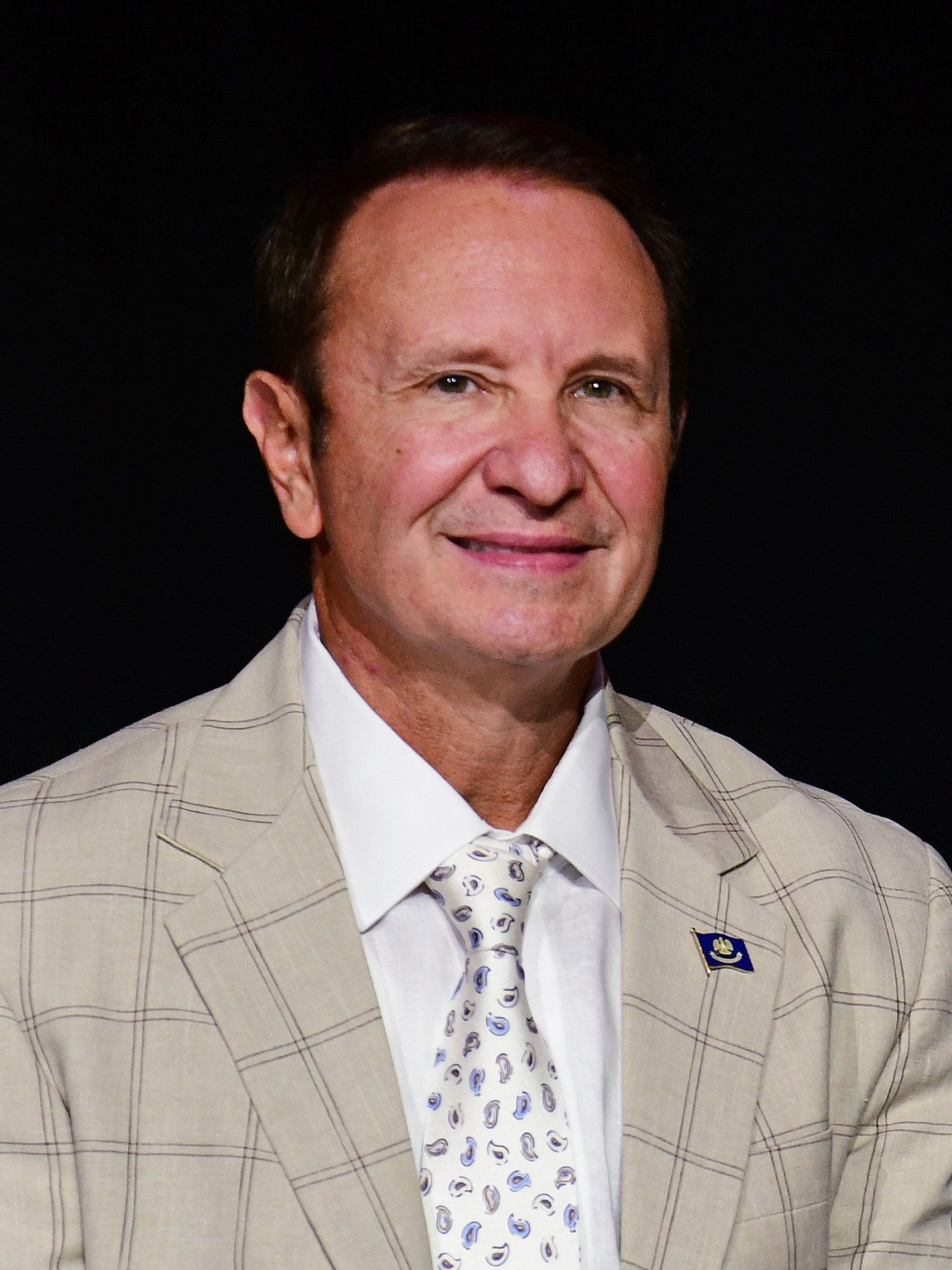
Jeff Landry (* 1970)

- Landry, Joseph Aristide (1817–1881), US-amerikanischer Politiker
- Landry, Kelly (* 1963), US-amerikanische Diskuswerferin
- Landry, Mabel (1932–2025), US-amerikanische Weitspringerin und Sprinterin
- Landry, Monique (* 1937), kanadische Politikerin
- Landry, Nelly (1916–2010), belgisch-französische Tennisspielerin
- Landry, Octave (1826–1865), französischer Arzt und Neurologe
- Landry, Pierre (1630–1701), französischer Kupferstecher und Verleger
- Landry, Richard (* 1938), US-amerikanischer Künstler
- Landry, Shenita (* 1987), US-amerikanische Basketballspielerin
- Landry, Tom (1924–2000), US-amerikanischer American-Football-Spieler und -Trainer, PilotTom Landry (1924–2000)

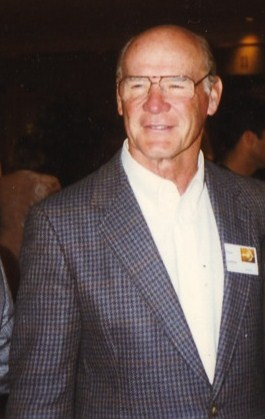
Tom Landry (1924–2000)

- Landry, Trasimond (1795–1873), US-amerikanischer Politiker
- Landry, Yves (* 1947), kanadischer Radrennfahrer

### Lands
- Lands, Liz (1939–2013), US-amerikanische Sängerin
- Lands, Marilyn, US-amerikanische Politikerin
- Landsberg zu Erwitte, Clemens August von († 1785), Amtsträger und Unternehmer
- Landsberg zu Erwitte, Dietrich von († 1683), Diplomat, Militär und Landdrost
- Landsberg zu Erwitte, Ferdinand Franz von (1643–1682), Domherr in Hildesheim, Münster und Osnabrück
- Landsberg zu Erwitte, Franz Dietrich Joseph von (1659–1727), Domherr und Politiker
- Landsberg zu Erwitte, Franz Engelbert von (1739–1810), Domherr in Paderborn und Münster
- Landsberg zu Erwitte, Franz Ferdinand von (1657–1726), Domherr in Münster, Trier und Osnabrück
- Landsberg zu Erwitte, Franz Johann von (1660–1726), Domherr in Trier, Münster und Osnabrück
- Landsberg zu Erwitte, Franz Karl von (1735–1779), Domherr in Osnabrück, Paderborn und Münster
- Landsberg zu Erwitte, Franz Kaspar Ferdinand von (1670–1748), Domherr, Amtsträger, Gutsherr
- Landsberg zu Erwitte, Franz Ludolf von (1668–1732), Domherr in Hildesheim und Münster
- Landsberg zu Erwitte, Jobst von († 1622), Militär und Landdrost
- Landsberg zu Erwitte, Johann Matthias von (1734–1813), Domherr, Hofkammerpräsident und Präsident des geheimen Rates in Münster
- Landsberg, Alexandra (* 1968), deutsche Politikerin (Bündnis 90/Die Grünen), MdL
- Landsberg, Arnold von, deutscher römisch-katholischer Geistlicher und Gesandter Kurkölns bei den Westfälischen Friedensverhandlungen
- Landsberg, David (1944–2018), US-amerikanischer Schauspieler, Drehbuchautor und Produzent
- Landsberg, Ernst (1860–1927), deutscher Jurist
- Landsberg, Franz Anton von (1656–1727), General und Gouverneur der Stadt Münster
- Landsberg, Georg (1865–1912), deutscher Mathematiker
- Landsberg, Gerd (* 1952), deutscher Verwaltungsjurist
- Landsberg, Grigori Samuilowitsch (1890–1957), russischer Physiker
- Landsberg, Helmut (1906–1985), US-amerikanischer Klimatologe und Meteorologe deutscher Abstammung
- Landsberg, Johan (* 1974), schwedischer Tennisspieler
- Landsberg, Johann (1888–1955), deutscher Politiker (BDV, FDP), MdBB
- Landsberg, Johannes Justus von († 1539), Mönch, Kartäuser
- Landsberg, Kjell (* 1980), deutscher Handballspieler
- Landsberg, Kurt (1892–1964), deutscher Politiker (CDU, SPD), MdA
- Landsberg, Ludwig (1807–1858), deutscher Musikpädagoge und Autographensammler
- Landsberg, Martin, deutscher Drucker in Leipzig
- Landsberg, Max (1845–1927), deutscher Rabbiner am Bereth Kodeth Temple in Rochester, N.Y
- Landsberg, Max (1850–1906), deutscher Bildhauer
- Landsberg, Max (1878–1930), deutscher Architekt
- Landsberg, Meyer (1810–1870), deutscher Rabbiner
- Landsberg, Otto (1869–1957), deutscher Jurist und Politiker (SPD), MdROtto Landsberg (1869–1957)

Otto Landsberg (1869–1957)

- Landsberg, Paul Ludwig (1901–1944), deutscher Philosoph
- Landsberg, Peter (* 1938), deutscher Manager
- Landsberg, Peter Theodore (1922–2010), deutsch-britischer theoretischer Physiker
- Landsberg, Richard (1873–1940), deutscher Architekt
- Landsberg, Rolf (1920–2003), deutscher Chemiker
- Landsberg, Theodor (1847–1915), deutscher Bauingenieur und Hochschullehrer
- Landsberg, Thomas (1945–2010), deutscher Kommunalpolitiker (SPD), Bürgermeister für Schule, Kultur und Sport
- Landsberg-Steinfurt, Hugo von (1832–1901), deutscher Jurist und preußischer Verwaltungsbeamter
- Landsberg-Velen und Gemen, Friedrich von (1815–1898), deutscher Standesherr, Unternehmer und Politiker (Zentrum), MdR
- Landsberg-Velen und Gemen, Friedrich von der Jüngere (1850–1926), preußischer Politiker
- Landsberg-Velen und Gemen, Ignaz von (1788–1863), deutscher Politiker und Unternehmer, freier Standesherr
- Landsberg-Velen und Steinfurt, Engelbert von (1796–1878), westfälischer Adeliger und deutscher Politiker
- Landsberg-Velen und Steinfurt, Ignatz von (1830–1915), deutscher Politiker und Politiker (Zentrum), MdR
- Landsberg-Velen, Dieter von (1925–2012), deutscher Sportfunktionär, Präsident Malteser Hilfsdienst
- Landsberg-Velen, Manfred von (1923–2010), deutscher Unternehmer und Kommunalpolitiker (CDU)
- Landsberg-Velen, Max von (1847–1902), deutscher Standesherr und Politiker (Zentrum), MdR
- Landsberger, Artur (1876–1933), deutscher Romanschriftsteller
- Landsberger, Benno (1890–1968), deutscher Assyriologe
- Landsberger, Franz (1883–1964), deutsch-amerikanischer Kunsthistoriker
- Landsberger, Hans (1890–1941), deutscher Komponist und Stummfilmkomponist
- Landsberger, Heinrich (1862–1919), deutscher Schriftsteller
- Landsberger, Hugo (1861–1939), deutscher Schriftsteller
- Landsberger, Jermaine (* 1973), deutscher Jazz-Organist und Pianist
- Landsberger, Johann Friedrich (1649–1711), deutscher Kaufmann
- Landsberger, Julius (1819–1890), deutscher Orientalist, Rabbiner
- Landsberger, Julius (1821–1894), schlesischer Rabbiner
- Landsbergis, Gabrielius (* 1982), litauischer Politiker, MdEP
- Landsbergis, Vytautas (* 1932), litauischer Politiker, MdEPVytautas Landsbergis (* 1932)

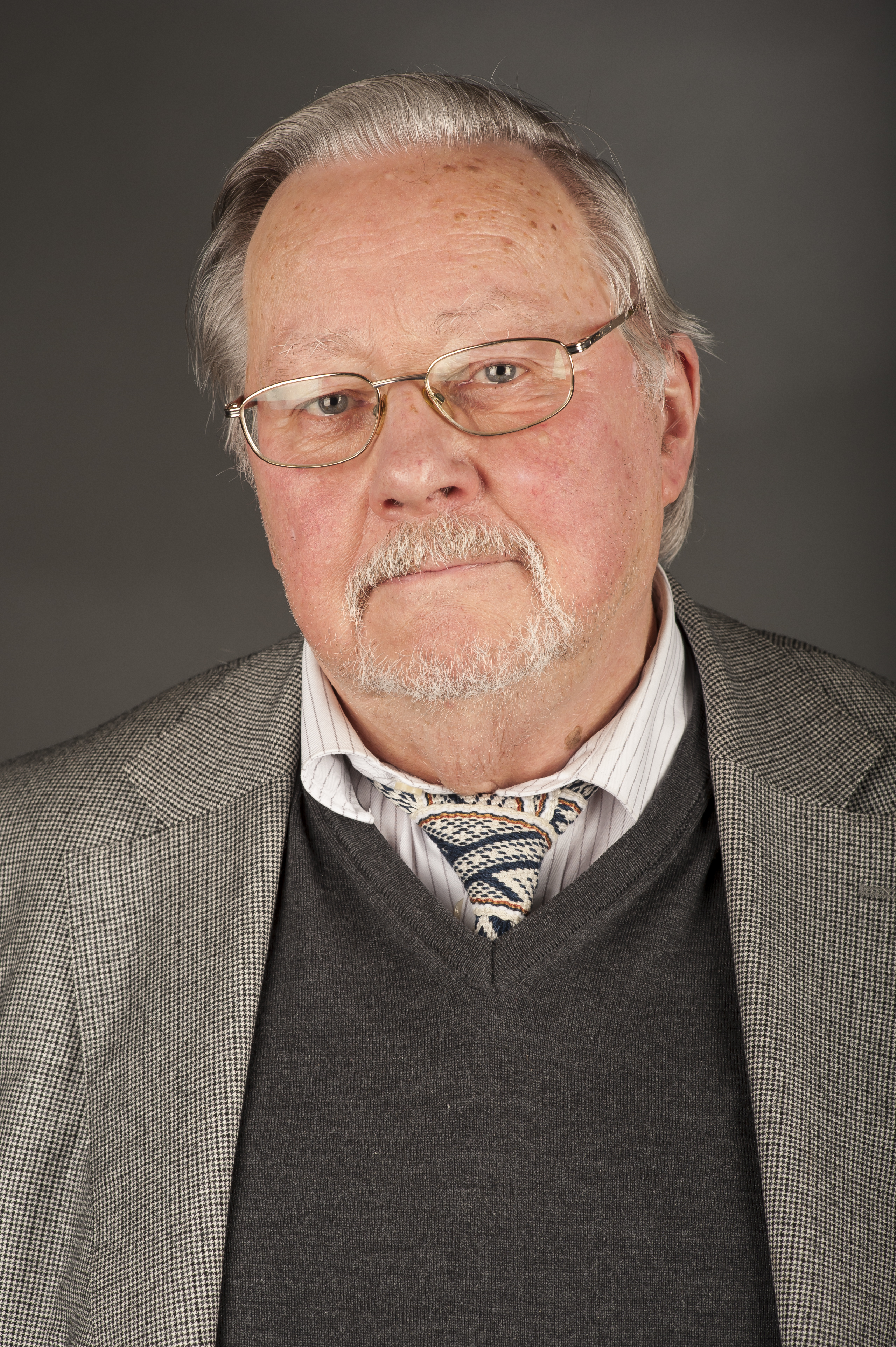
Vytautas Landsbergis (* 1932)

- Landsbergis-Žemkalnis, Vytautas (1893–1993), litauischer Architekt
- Landsborough, William (1825–1886), schottischer Entdecker
- Landsburg, Alan (1933–2014), US-amerikanischer Produzent, Regisseur und Autor
- Landsburg, Robert (1931–1980), US-amerikanischer Fotograf
- Landsburg, Steven (* 1954), US-amerikanischer Ökonom
- Landsburg, Valerie (* 1958), US-amerikanische Schauspielerin, Regisseurin und Sängerin
- Landscheidt, Christoph (* 1959), deutscher Kommunalbeamter und hauptamtlicher Bürgermeister
- Landschulz, Dorthe (* 1976), deutsche Cartoonistin
- Landsee, Ludwig von († 1451), Landkomtur der Deutschordensballei Elsass-Burgund
- Landseer, Edwin (1802–1873), englischer Maler
- Landseer, Emma (1809–1895), britische Malerin
- Landseer, George (1834–1878), englischer Porträt- und Landschaftsmaler der viktorianischen Epoche
- Landseer, Jessica (1810–1880), britische Landschafts- und Miniaturmalerin und Radiererin
- Landseer, Thomas († 1880), englischer Kupferstecher, Radierer und Illustrator
- Landsem, Edvin (1925–2004), norwegischer Skilangläufer
- Landsem, Eli (* 1962), norwegische Fußballtrainerin
- Landsfried, Suzanne (* 1973), deutsche Schauspielerin
- Landsgesell, Christoph (* 1984), deutscher Journalist
- Landshamer, Christina (* 1977), deutsche Opernsängerin in der Stimmlage Sopran
- Landshoff, Fritz Helmut (1901–1988), deutsch-amerikanischer VerlegerFritz Helmut Landshoff (1901–1988)

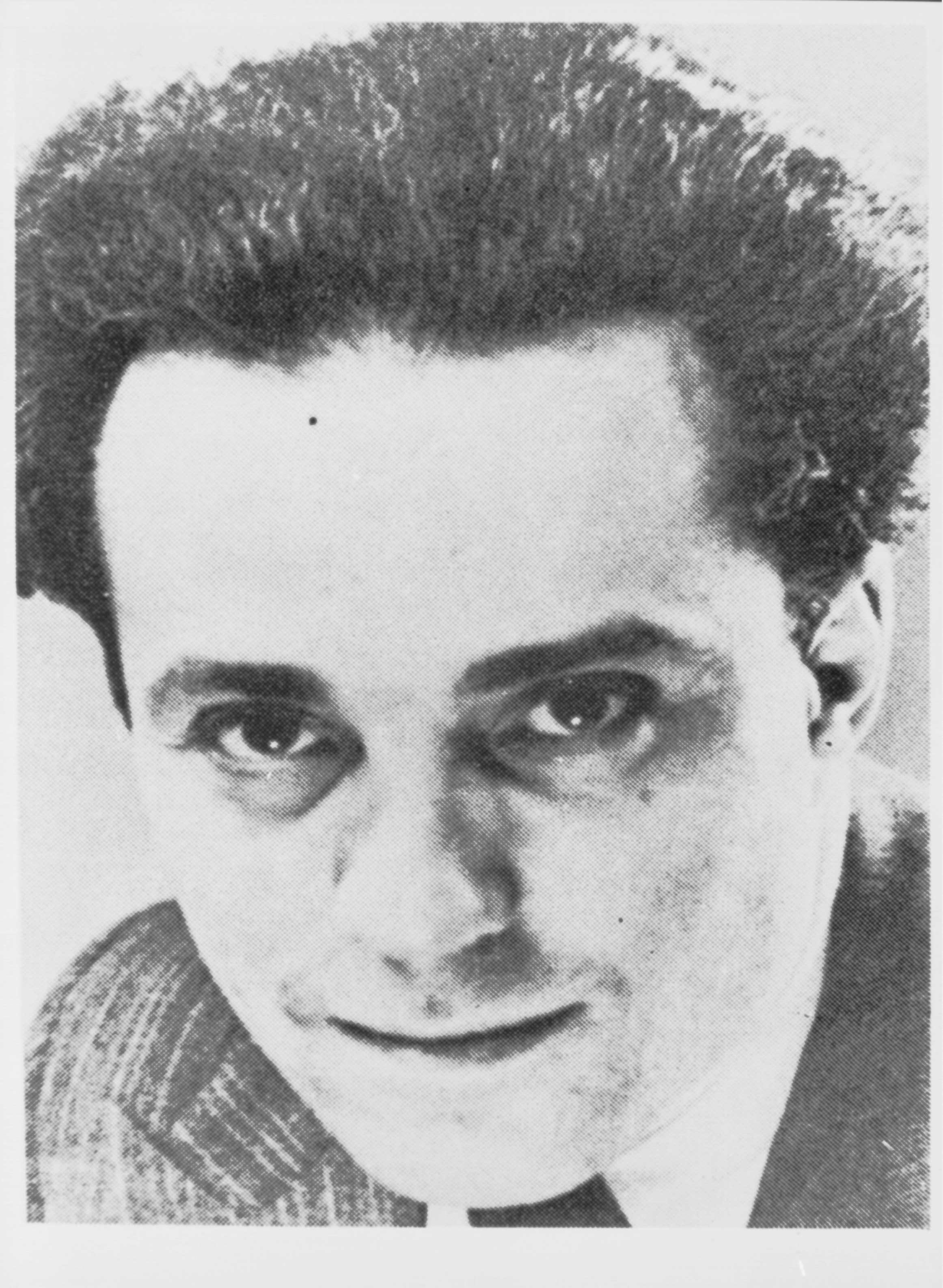
Fritz Helmut Landshoff (1901–1988)

- Landshoff, Hermann (1905–1986), deutsch-amerikanischer Zeichner und Fotograf
- Landshoff, Ludwig (1874–1941), deutscher Komponist, Musikwissenschaftler, Dirigent
- Landshoff, Peter (* 1937), britischer Physiker
- Landshoff, Ruth (1904–1966), deutsch-amerikanische Schauspielerin und Schriftstellerin
- Landshut, Hans Salomon (1897–1944), deutscher Arzt
- Landshut, Siegfried (1897–1968), Soziologe und Politologe
- Landshuth, Elieser (1817–1887), jüdischer Gelehrter
- Landsidel, Caspar († 1560), deutscher Pädagoge, Philologe und Rhetoriker
- Landsky, Martin, deutscher DJ im Bereich House
- Landsky, Michael (* 1964), deutscher Organist, Kirchenmusiker und Musikpädagoge
- Landsman, Anne (* 1959), südafrikanische Schriftstellerin
- Landsman, Filip (* 1990), tschechischer Eishockeytorwart
- Landsman, Greg (* 1976), US-amerikanischer Politiker der Demokratischen Partei
- Landsman, Klaas (* 1963), niederländischer mathematischer Physiker
- Landsmann, Heinz (1886–1950), deutscher Aufnahmeleiter, Produktionsleiter, Regie-Assistent und Schauspieler
- Landsmann, Kerstin (* 1977), deutsche Schauspielerin und Stuntfrau
- Landsmann, Kurt (1931–2019), österreichischer Politiker (SPÖ), Landtagsabgeordneter
- Landsmann, Maik (* 1967), deutscher Radsportler
- Landsmann, Paul (1928–2002), deutscher Politiker (CDU), MdL
- Landsmann, Silvina (* 1965), israelische Dokumentarfilmerin
- Landstad, Magnus Brostrup (1802–1880), norwegischer Pfarrer, Dichter und Sammler norwegischer Volkslieder
- Landsteiner, Anika (* 1987), deutsche Autorin, Journalistin und Podcasterin
- Landsteiner, Erich (* 1961), österreichischer Historiker
- Landsteiner, John (* 1990), US-amerikanischer Curler
- Landsteiner, Karl (1868–1943), österreichischer Pathologe, Serologe und NobelpreisträgerKarl Landsteiner (1868–1943)

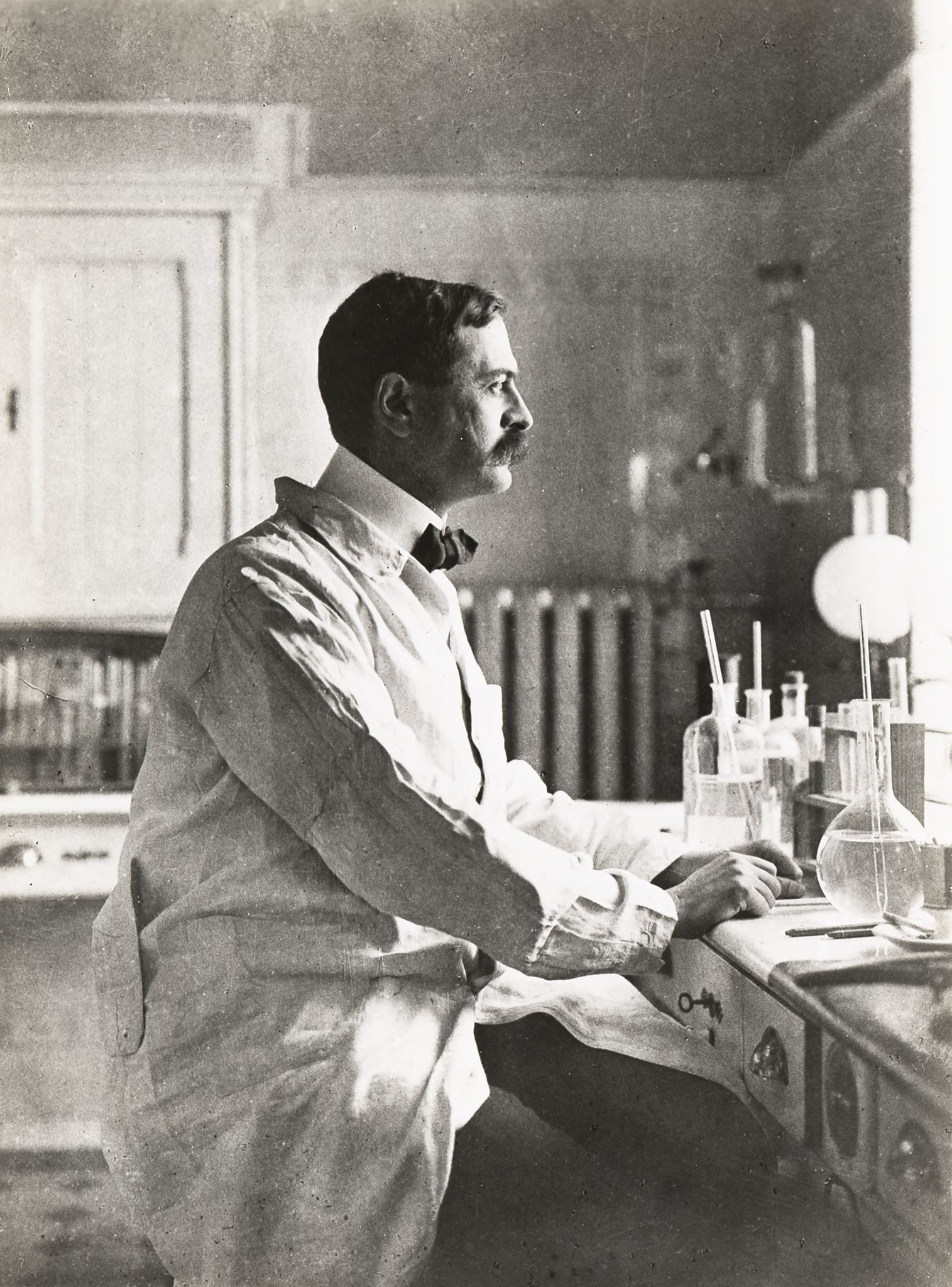
Karl Landsteiner (1868–1943)

- Landsteiner, Karl Borromäus (1835–1909), katholischer Geistlicher, österreichischer Novellist, Tierschützer, Hochschullehrer, Politiker
- Landstorfer, Friedrich (1940–2025), deutscher Hochfrequenzingenieur und Hochschullehrer
- Landstorfer, Peter (* 1961), deutscher Rechtsanwalt und Theaterautor
- Landström, Björn (1917–2002), finnischer Autor und Illustrator
- Landström, Eeles (1932–2022), finnischer Leichtathlet
- Landström, Jessica (* 1984), schwedische Fußballspielerin
- Landström, Richard (* 1991), schwedischer E-Sportler
- Landstrumm, Neil, schottischer Produzent und Grafiker im Bereich Techno

### Landt
- Landt, Artur (* 1958), deutscher Journalist und Fotobuchautor
- Landt, August (1809–1896), apostolischer Feldvikar der k.u.k. Armee
- Landt, Erhard (1900–1958), deutscher Physiker und Hochschullehrer
- Landt, Frants (1885–1975), dänischer Marinemaler, Seemann und Lotse
- Landt, Jørgen († 1804), dänischer Pfarrer, Botaniker und Färöerforscher
- Landt, Jürgen (* 1957), deutscher Autor
- Landtman, Gunnar (1878–1940), finnischer Ethnologe, Philosoph, Soziologe und Anthropologe
- Landtwing, Franz Fidel (1714–1782), wohlhabender Schweizer Militärunternehmer, Familienfideikommiss-Gründer und Landeshauptmann

### Landu
- Landucci, Luca (1436–1516), florentinischer Spezereiwarenhändler und Schriftsteller der Renaissance
- Landulf Cotta, oberitalischer Kleriker, Mitgründer der religiösen Bewegung Pataria
- Landulf V. († 1033), Fürst von Benevent (987–1033)
- Landulf von Mailand, Bischof von Brixen
- Landulf von Pisa († 1079), Bischof von Pisa
- Landuris, Dieter (* 1961), deutscher Schauspieler
- Landuyt, Octave (1922–2024), belgischer Bildhauer und Maler

### Landv
- Landver, Sofa (* 1949), israelische Politikerin
- Landvik, Einar (1898–1993), norwegischer Skisportler
- Landvogt, Anton (1758–1832), deutscher Beamter
- Landvogt, Franz Adam (1889–1953), katholischer Pfarrer und soziales Vorbild
- Landvogt, Fritz (1764–1816), deutscher Beamter
- Landvogt, Philipp Ignaz (1723–1791), deutscher Beamter
- Landvoigt, Arnold (1879–1970), deutscher Rugbyspieler
- Landvoigt, Bernd (* 1951), deutscher Ruderer und Rudertrainer
- Landvoigt, Ike (* 1973), deutscher Ruderer
- Landvoigt, Johann August (1715–1766), deutscher Jurist und Flötist
- Landvoigt, Jörg (* 1951), deutscher Ruderer, Rudertrainer und Sportfunktionär

### Landw
- Landward von Minden († 969), Bischof von Minden
- Landweber, Lawrence (* 1942), US-amerikanischer Mathematiker und Informatiker
- Landweber, Peter (* 1940), US-amerikanischer Mathematiker
- Landweer, Hilge (* 1956), deutsche Philosophin
- Landwehr von Pragenau, Lutz (* 1963), deutscher Komponist
- Landwehr, Achim (* 1968), deutscher Historiker
- Landwehr, Albrecht (1881–1966), deutscher Jurist, Politiker und Oberbürgermeister von Wuppertal
- Landwehr, Andreas (* 1959), deutscher Journalist
- Landwehr, Arthur (* 1958), deutscher Journalist und Chefredakteur
- Landwehr, Dominik (* 1958), Schweizer Journalist, Autor, Medien- und Kulturschaffender
- Landwehr, Gordian (1912–1998), katholischer Prediger in der DDR
- Landwehr, Gottfried (1929–2013), deutscher Physiker
- Landwehr, Götz (1935–2017), deutscher Jurist
- Landwehr, Heinz (* 1955), deutscher Journalist und Chefredakteur der Zeitung Finanztest
- Landwehr, Hermann (1884–1955), deutscher Jurist, Ministerialbeamter und Widerstandskämpfer
- Landwehr, Johann, deutscher Maler
- Landwehr, Jürgen († 1646), deutscher Maler
- Landwehr, Karl-Heinrich (1935–2019), deutscher Verwaltungsjurist
- Landwehr, Kerstin (* 1972), deutsche Kinderbuchautorin
- Landwehr, Ludwig (1897–1981), deutscher Politiker (KPD), MdL
- Landwehr, Mathis (* 1980), deutscher Schauspieler und ProduzentMathis Landwehr (* 1980)

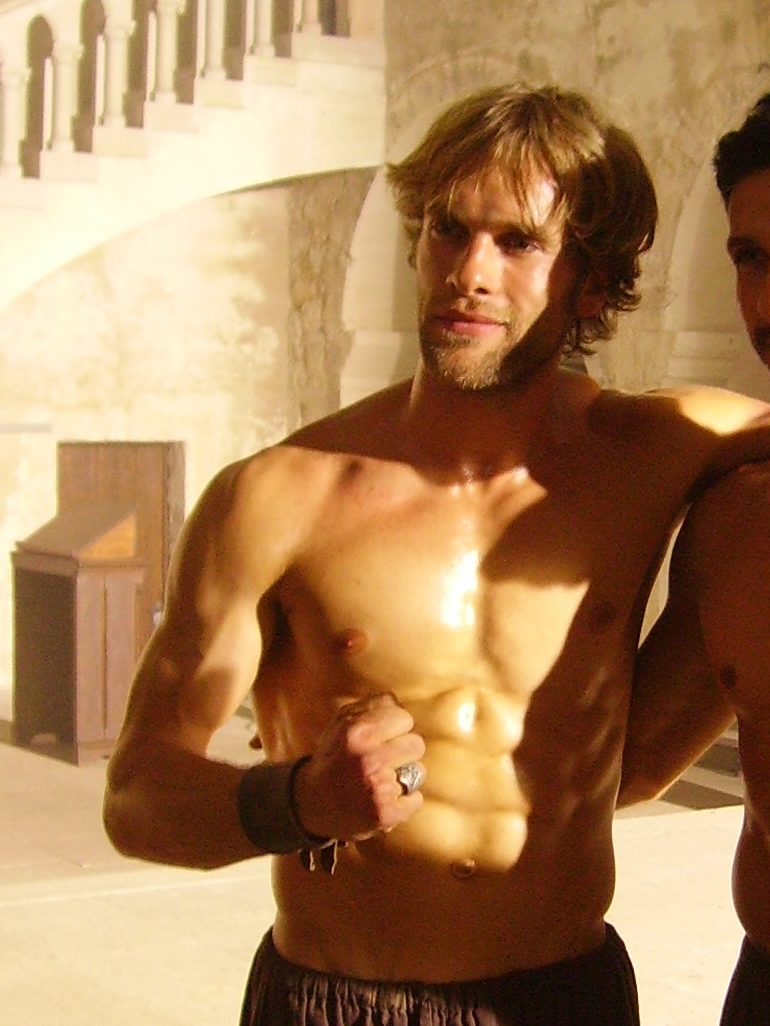
Mathis Landwehr (* 1980)

- Landwehr, Ursula (* 1968), deutsche Fußballspielerin
- Landwehr, Wilma (1913–1981), deutsche Politikerin (SPD), MdBB
- Landwehrmann, Friedrich (1934–2013), deutscher Soziologe
- Landwehrmeyer, Richard (1929–2006), deutscher Bibliothekar
- Landwüst, Christian Ludwig Hartmann von (1773–1844), preußischer und stolberg-wernigerödischer Oberforstmeister

### Landy
- Landy, Derek (* 1974), irischer Schriftsteller und Drehbuchautor
- Landy, Frank J. (1942–2010), US-amerikanischer Psychologe
- Landy, James (1813–1875), US-amerikanischer Politiker
- Landy, John (1930–2022), australischer Mittelstreckenläufer und Politiker
- Landy, Tonny (1937–2024), dänischer Schauspieler
- Landyschew, Stepan Wassiljewitsch († 1883), russisch-orthodoxer Erzpriester und Leiter der orthodoxen Altai-Mission

### Landz
- Landzaat, Denny (* 1976), niederländischer Fußballspieler
- Landzettel, Wilhelm (1926–1995), deutscher Architekt und Hochschullehrer, gilt als Vater der Dorferneuerung in Deutschland